# Газахский диалект

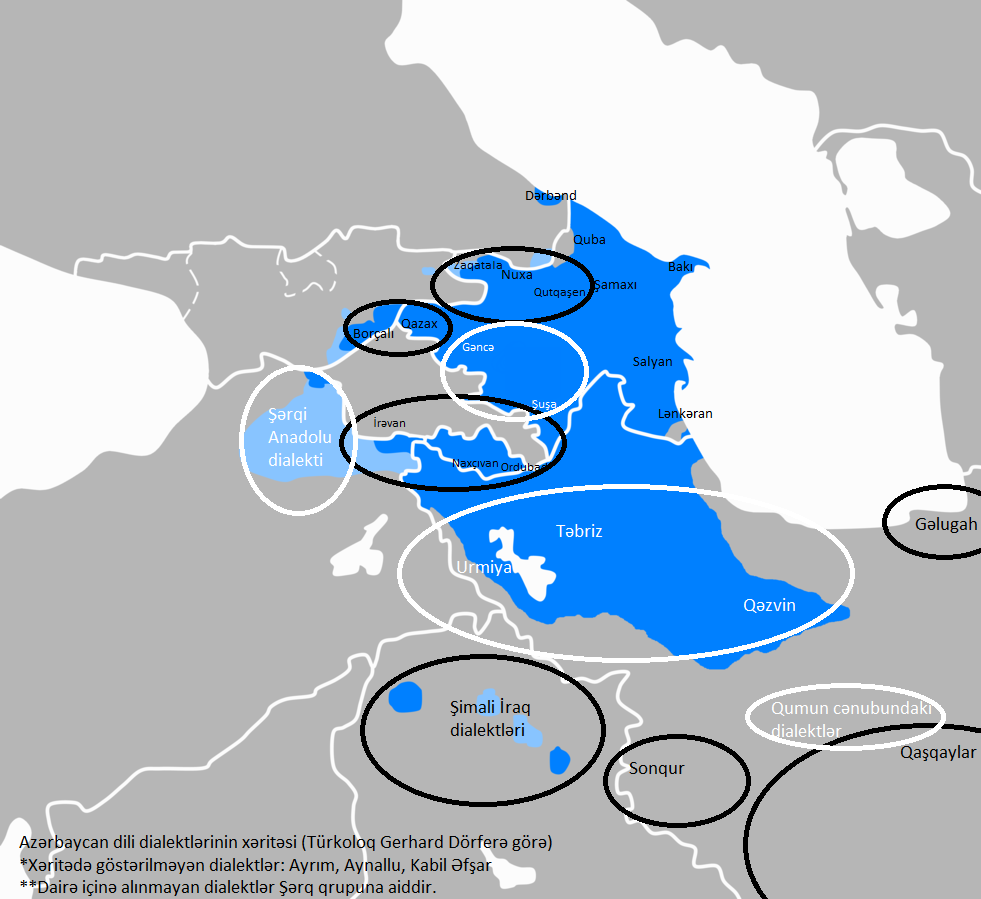
Область распространения газахского диалекта на карте азербайджанского языкового ареала

Газахский диалект (азерб. Qazax ləhcəsi) — диалект азербайджанского языка, входящий в западную группу диалектов, распространён на территории Газахского, Агстафинского и Товузского районов Азербайджана, а также Дманисского и Марнеульского муниципалитетов Грузии.

## Статус и использование
В настоящий момент Газахский не имеет официального статуса (ни устного, ни письменного), однако он традиционно распространён на северо-западе Азербайджана, юго-востоке Грузии; исторически был также распрострянен на северо-востоке Армении. В истории за редкими исключениями недоступны тексты на этом наречии: в книге «Сравнительные словари всех языков и наречий» (П.С. Паллас, Санкт-Петербург, 1787) упоминается «татарский язык рода Казаг в Кавказе» и переводы слов действительно соответствуют современному газахскому диалекту (дитя - ушах, ухо - кулах, птица - куш, они - онар), и некоторые переводы слов даны в родительском падеже (рот - ахзы, река - чаи, лоб - кабаӷи), что также является особенностью диалекта.

## Структура

### Фонетика
В газахском диалекте, как и в литературном азербайджанском имеется 9 гласных фонем. Но в данном диалекте они имеют долгие и краткие варианты. В нём нет первичной долготы, она возникает в результате выпадения определённых согласных, в основном h, y, частично v, ğ, k, n, l. Долгота связана в основном с гласными a, ə, o, ö, отчасти e, i, u, ü. Например ā (удвоенная a) — dā < daha (ещё), çā < çağa (новорождённый); ə̃ — də̃ < dəyə (стоит), sə̃r < səhər (утро), Zə̃m < Zəyəm (посёлок в Шамкирском районе); ī — īd < igid (джигит), īrmi < iyirmi (двадцать), çīd < çiyid (косточка); ē — dēr < deyir (говорит), yēr < yeyir (ест); ō — dōr < doyur (насыщается), dōğa < dovğa (кисломолочный суп); õ — dõr < döyür (бьёт), qarõz < qara göz (чёрный глаз); ū — qurdūm < qurduğum (построенный мною); ŭ — gŭm < güyüm (медный кувшин). Гласные удлиняются также при Сандхи: bizə̃l < bizə gəl (приходи к нам), nə̃zirdi < nə gəzirdi (где уж там быть).
В газахском диалекте имеются краткие варианты закрытых гласных (ı, i, u, ü). Краткость, как правило, выступает в первом безударном слоге основы, например: kilim, sini, qıfıl, qutu. При переходе же ударения от основы к окончанию краткость перенимает также гласный предударного слога, например: kişiyi, küçüyə, sürüyü, ütüyə, tuluğumuz, qızılı.
Газахскому диалекты свойственны нисходящие дифтонги oū, ōū, öü: toūz < tovuz (павлин), hoūz < hovuz (бассейн), qoūrma < qovurma (жаркое), soūx < soyuq (холод), oūn < onun (его), nöüt < növüt < neft (нефть), cöüz < cövüz (грецкий орех), и восходящие дифтонги ūa, ūə, oa, öə: Cūad < Cavad (имя собственное), yūan < yavan (в сухомятку), tūa < tava (сковорода), yūaş < yavaş (медленно), dūə < düvə (верблюд), nūə < nüvə (внук), būə < büvə (овод), qōala < qoyala (гони), ōandı < oyandı (он проснулся), ōazımax < oyazımaq (бледнеть, утрачивать свежесть), ōa < ova (на охоту), nõə < nəvə (внук), õəliẋ < əvəlik (румеск), qõəm < qöyəm (терн).
Для данного диалекта характерны также отсутствующие в литературном языке звуковые соответствия. Замена гласных заднего ряда гласными переднего ряда, губных — негубными, широких — узкими и обратно. Замена узких узкими же гласными в газахском диалекте — обычные фонетические явления. Эти звуковые изменения не одинаково распространены в диалекте; так, например, здесь более широко представлен переход гласных переднего ряда в гласные заднего ряда, что подтверждает характерность отвердения гласных для западной группы диалектов, в том числе и газахского. Для газахского диалекта более характерны следующие чередования гласных:
ə>a. Во всех слогах, например: xançal < xənçər (кинжал), tasdıx < təsdiq (подтверждение), qant < qənd (сахар), xavar < xəbər (новость).
e>a. Во всех слогах, например: hayva < heyva (айва), yaranel < general (генерал).
a>e. В середине слова и в конце слова перед мягким y, например: ye < ya (или), harey < haray (крик), Simeyil < İsmayıl (Исмаил), daneyı < dananı (корову).
i>ı. В начале слов, например: ılan < ilan (змея), ısvaha < isvaha (черепаха), ıldırım < ildırım (молния). Иногда также в середине слова, например: qıymat < qiymət (цена), bıldırçın < bildirçin (перепел).
a>ı. В середине слов, например: sımavar < samavar (самовар), manıt < manat (манат), yavıya < yabaya (вилам), qalıyax < qalayaq (давайте накладывать), yamıyır < yamayır (чинит).
u>ı. savın < sabun (мыло), Mahmıt < Mahmud (Махмуд), Avdılla < Abdulla (Абдулла), mazıt < mazut (мазут).
e>ə. gənə < yenə (снова), ənni < enli (широкий), təsbəx < təsbeh (чётки).
u>o. oxarı < yuxarı (вверх), qomral < qumral (цвет баранов).
ü>u. umut < ümid (надежда), zulum < zülüm (мучение), surfa < süfrə (накрытый стол).
В газахском диалекте наблюдается также переход негубных гласных в губные, что является результатом устойчивости губной гармонии в данном диалекте, например:
a>o. qovaş < yavaş (медленно), o toyda < o tayda (в той стороне), xoşdor < xoşlayır (нравится).
a>u. tua < tava (сковородка), yuan < yavan (нежирный).
ə>ö. Имеет место в первом и втором слогах, в основном перед мягким согласным y и частично перед h, например: möykəmə < məhkəmə (суд), möhübbət < məhəbbət (любовь), kötöy < kötək (взбучка).
ə>ü. ölköyü < ölkəni (страну), döngöyü < döngəni (переулок), cöngöyü < cöngəni (кастрированного молодого быка).
ə>i. Изменение может быть обусловлено влиянием соседнего y, происходит редко в первом слоге, например: şikil < şəkil (картина), yihər < yəhər (седло), zincir < zəncir (цепь), incil < əncil (инжир), dəviyə < dəvəyə (верблюду).
ə>e. Конечный ə переходит в e перед аффиксом винительного падежа, например: şenniẋ < şənlik (деревня), beceyi < becəni (цыплёнка), nəveyi < nəvəni (внука).
e>ö. Имеет место в первом слоге перед звуком j, например: öy < ev (дом), söygülü < sevgili (любимый), döylü < deyil (частица -не).
i>ü. Встречается во всех слогах büvü < bibi (тётя с отцовской стороны), öylü < evli (собственник дома), hürüs < hirs (гнев).
В отличие от литературного языка и других диалектов и говоров азербайджанского языка, для газахского диалекта характерно сохранение широких губных гласных (o, ö) в некоторых аффиксах, в основном в первом лице единственном числе повелительного наклонения, во втором лице единственного числа настоящего времени и в первом лице множественного числа будущего категорического времени, например: qoşom, yonom, bölöm, ölçöm, dolor, donor, köçör, qoşojoyx, göröjöyx. По губной гармонии газахский диалект отличается даже от некоторых других диалектов и говоров западной группы, в которой доминирует гармония губных гласных. Это отличие ясно обнаруживается при сопоставления сложной формы желательного и условного наклонений газахского диалекта с таковыми в гянджинском диалекте.
|                    | В газахском диалекте | В газахском диалекте | В гянджинском диалекте | В гянджинском диалекте |
| Единственное число | Множественное число  | Единственное число   | Множественное число    |                        |
| ------------------ | -------------------- | -------------------- | ---------------------- | ---------------------- |
| I лицо             | oxuyoydum            | oxuyoydux            | oxuyeydim              | oxuyeydiẋ              |
| II лицо            | oxuyoyduŋ            | oxuyoyduŋuz          | oxuyeydiŋ              | oxuyeyduŋiz            |
| III лицо           | oxuyoydu             | oxuyoydular          | oxuyeydi               | oxuyeydilər            |

|                    | В газахском диалекте | В газахском диалекте | В гянджинском диалекте | В гянджинском диалекте |
| Единственное число | Множественное число  | Единственное число   | Множественное число    |                        |
| ------------------ | -------------------- | -------------------- | ---------------------- | ---------------------- |
| I лицо             | görsöydüm            | görsöydüẋ            | görseydim              | görseydiẋ              |
| II лицо            | görsöydüŋ            | görsöyduŋuz          | görseydiŋ              | görseydiŋiz            |
| III лицо           | görsöydü             | görsöydülər          | görseydi               | görseydilər            |

Особое место в газахском диалекте занимает нёбная гармония. Так, в отличие от литературного языка, а так же от большинства других диалектов и говоров, здесь за твёрдыми или мягкими нёбными гласными в первом слоге следуют нёбные же гласные в последующих слогах, например: armıt, savın, ataş, lala, Mahmıt. Также характерна наращение гласных, которые вставляются в основном в начале и середине слова, например: ısdansıya, ışqaf, qırıx < qırx, arx < arıx, qalıx < qalx, nöyüs < nəfs. В газахском диалекте слова произносятся с протезой одного из гласных ı, i, u, ü, например: ırazı, ırahat, irənk, uruh, urus, ürüzgər. Широко представлено и выпадение гласных i, ü, ə в корнях слов, например: Həmfə, çəri < içəri, xəznə, cərmə, mavin < müavin, məllim < müəllim, gəlləm < gələrəm.
В газахском диалекте также возникает редукция гласных, что объясняется безударностью слога, переносом ударения и соединением двух слов, например: mərfət < mərifət (учтивость, вежливость), paprus/papruz < papiros (сигарета), bərki < bəriki (лежащий ближе сюда), oğlun < oğulun (твой сын), oğla < oğula (твоему сыну), alna < alına (твоему лбу), alnı < alını (его лоб), ağzı < ağızı (его рот), töyğun < töyüğun < toyuğun (твоей курицы), söyğu < söyüğü < soyuğu (холод), qaynana < qayınana (тёща), qaynata < qayınata (тесть), qayya < qayaya (скале), quyya < quyuya (колодцу), düyyə < düyüyə (рису), qayyı < qayayı (скалу), geryə < geriyə (назад), gerdə < geridə (позади), gerdən < geridən (сзади), orda < orada (там), ordan < oradan (оттуда), burya < buraya (сюда), orya < oraya (туда), harda < harada (где), hardan < haradan (откуда), allam < alaram (куплю), gəlləm < gələrəm (приду), aparram < apararam (принесу), allığ < alarıq (купим), gəlliẋ < gələrik (придём), aparrıx < apararıq (отнесём), noluf < nə olub (что случилось), nejoldu < necə oldu (куда он делся). Слоги и сочетания звуков выпадают в начале и середине слова, например: murta < yumurta (яйцо), qā < qaqa (отец), alajam < alajağam (куплю), dēr < deyir (говорит), gēr < geyir (одевается).
|               | Подтверждение                                    | Отрицание                                               |
| ------------- | ------------------------------------------------ | ------------------------------------------------------- |
| Приказ        | qaçēm, alēm                                      | qaçmēm, qaçmeyin; almēm, almeyin                        |
| Новость       | alēram, alērıx, alēsaŋ, alersıŋız, alēr, alērlar | almēram, almērıx, almērsaŋ, almērsıŋız, almēr, almērlar |
| Обязательство | aleydım, aleydıx                                 | —                                                       |
| Условие       | alseydım, alseydıx                               | —                                                       |

В газахском диалекте имеются, в основном, те же согласные, что в литературном языке. Однако, кроме этих, в газахском диалекте встречаются также некоторые согласные и их варианты, специфичные только для данного диалекта.
- d̪. Межзубной, опикальный, шумный и звонкий звук, при произношении которого язык слегка просовывается между зубами и тотчас же отводится назад. Произносится, приблизительно, как слитное ʤ, состоящее из соединения d и ʒ. Артикуляционно соответствует башкирскому ҙ и английскому звонкому th. B начале слов не встречается. Употребляется вместо литературного d в середине многосложных слов, в основном, между двумя гласными, и в конце односложных слов; например: od̪un, qəd̪im, səd̪əf, əd̪ət, ad̪am, öd̪, süd̪[39][46].
- ẋ (ih). Заднеязычный (среднеязычный), фрикативный (щелевой) глухой звук; широко распространён в газахском диалекте, в котором он употребляется вместо k в конце многосложных слов с гласными переднего ряда, например: çiçəẋ, göyçəẋ, ələẋ, tənəẋ, dirəẋ, kötüẋ, tüẋ, üẋ, çirẋ[39][47][48][49].
- q. Взрывной, заднеязычный, глухой звук, приближающийся по произношению к русскому к. Употребляется в начале нескольких слов, например: quş, qutu, qış, qısır, Qısxanım, qısnamax, qısa[48][50][51][52].
- ŋ. Широкое употребление велярного ŋ вообще характерно для западной группы диалектов и говоров, но в газахском диалекте оно представлено весьма широко. Если в диалектах и говорах северной и южной групп велярный ŋ постепенно из употребления и архаизируется, уступая свое место носовым гласным то в газахском диалекте этот звук продолжает сохранять устойчивость в употреблении, например: doŋqar, yaŋqar, dəŋiz, Taŋrı, aŋrı, maŋşır[48][50][51][53]. В газахском диалекте во II лице употребляются окончания с ŋ: sıŋız, siŋiz/suŋüz, süŋüz[54].

Также широко распространено чередование согласных, но для данного диалекта характерен переход звонких согласных в глухие. При этом оглушение больше всего происходит в конце слова.
d>ç. Встречается в конце нескольких слов, например: çiş < diş, çüş < düş, çişi < dişi, çüşüncə < düşüncə. Характерно для газахского диалекта.
c>j. Характерно для газахского диалекта. Наблюдается в середине многосложных и в конце односложных слов, например: bajı, baja, qoja, bajanax, qaj, bij, gej, saj, güj, gəj.
c>j>ş. Здесь одновременно происходит два процесса: c переходит в j, а затем j переходит в ş. Встречается в нескольких сложных именах собственных, например: Hajvəli/Həjvəli < Hacıvəli, Haşkərim/Həşkərim < Hacıkərim, Haştağı < Hacıtağı, Başxanım < Bacıxanım.
c>ş. Встречается во всех группах: ağaş < ağac (дерево), qılış < qılıc (сабля), çəkiş < çəkic (молоток), kərpiş < kərpic (кирпич), turaş < turac (турач), dilmaş < dilmanc (переводчик), mərş < mərc (пари), kirəş < kirəc (гипс), Oruş < Oruc (имя собственное).
v>y. Характерно для газахского диалекта. Наблюдается в конце слов после гласных после o, ö, в дифтонгах, например: oxloy, buzoy, bütöy, şöy, öy, kösöy. Оно встречается иногда и в середине некоторых слов, например: döyrüş, höysələ, döylət, öylət.
b>f. Характерное для газахского диалекта данное явление встречается преимущественно в конце слов; например: coraf, kavaf, hesaf, xaraf, cavaf, səvəf<səbəb, kitaf, məẋdəf.
b>p. Большей частью наблюдается в начале слов перед закрытыми гласными, например: piçin, pıçax, puxarı, pütün, püfet < bufet, putulqa.
p>b. Происходит в заимствованных словах, например: bol < pol, bilan < plan, baldun < palto, badron < patron, bamadur < pamedor, braqurur < prakuror, buravuz < paravoz.
p>f. Когда в односложных словах после конечного от следует слово с начальным согласным звуком следующего слога или же присоединяется к начальному, щелевому звуку, то p чередуется с звуком f, например: saf gətir, tof kimi, if gətir, səf gəl, ifsiz, safsız. Фонема p в середине слова перед смычными и щелевыми также чередуется с фонемой f, например: tafdı, yafdı, safsarı, tafdalamaq, tafşırıx, toflamax.
v>f. Редкое явление, наблюдаемое в заимствованных словах, например, tıfar < divar (стена).
f>y. Есть единичные случаи прослеживания в газахском диалекте: şöytüli < şavtalı (персик), köykür < kəfkir (шумовка), bənöyşə < bənəfşə (фиалка).
d>t. Встречается, в основном, в конце, а иногда и в начале слов, например: armıt, çiyit, kənt, öylət < evlad, tükən < dükan, tiş, tik, taxıx < dəqiq.
c>ç. Имеет место, в основном, в конце слов; например: ağaç, kərpiç, ülyüç, çəkiç.
b>m; bağman, maŋladı, munu.
t>d. Наблюдается в результате озвончания второго звука из двух смежных глухих согласных, например: isdi, düsdü, bosdan, dəfdər, taxda, ərişdə, dər.
b>v. Встречается между двумя гласными в многосложных словах и в конце односложных слов, например: Əhvər < Əkbər, xavar, savır < səbir, qav, civ, div.
s>z. Характерно для западной группы диалектов: zifdə < sifdə (почин), ziyah < siyah (чёрный), züküt < süküt (тишина), zoda < soda (сода), zoncuqluyurdu < soncuqlayırdı (брыкался), zavax < sabax (завтра).
z>s. Чаще всего встречается в многосложных словах в западной группе: palas < palaz (вид ковра), qaprıs < qarpız (арбуз), uldus < ulduz (звезда), xorus < xoruz (петух), payıs < payız (осень), doqqus < doqquz (девять), atlas < atlaz (шёлк).
s>ş. Отмечено в газахском диалекте в двух словах: şaj < saj (железный или чугунный диск, на котором пекут лепешки), şancı < sancı (колики).
ş>ç. Характеризует западную группу диалектов: keçyəm < keşkə/kaşki (если бы), padcah < padşah (падишах), sağdıcı < sağdışı (шафер), soldıcı < soldışı (шафер), qaranquç < qaranquş (ласточка), ismarıç < sifariş (поручение).
nc>ş, ç>ş. Особенность западной группы: küş < künc (угол), diş < dinc (смирный), saş < sanc (воткни), üş < üç (три), köş < köç (кочевка), iş < iç (пей), aş < aç (открой), qoş < qoç (баран), uş < uç (летай).
k>ç. Не характерно для газахского диалекта: çüləẋ < külək (ветер), çeşdi < keçdi (прошёл).
g>c. Встречается редко: cilas < gilas (черешня), cüllə < güllə (пуля), cilənər < gilənər (вишня), cün < gün (солнце).
k>g. Редко употребляется: güçə < küçə (улица), giççiẋ < kiçik (маленький), günc < künc (угол).
k>y, h. Отмечено преимущественно в западной группе диалектов: məhtəf < məytəf < məktəb (школа), səysən < səksən (восемьдесят), öysürür < öksürür (кашляет), diysinməẋ < diksinmək (брезговать), səysənmək < səksənmək (вздрагивать), kəhliẋ < kəklik (куропатка), çəhmə < çəkmə (сапоги), bəhməz < bəkməz (патока из плодов), Ələhvər < Ələkbər (имя собственное).
h>y. Прослеживается газахском диалекте и южной группе диалектов: Meyti < Mehdi (имя собственное), vəyşi < vəhşi (дикий), söybət < söhbət (разговор), böytan < böhtan (клевета), qoyum < qohum (родственник), köynə < köhnə (старый).
y>d. Зафиксирован в двух случаях: dumrux < yumruq (кулак), dumru < yumru (круглый).
ğ>q. Встречается в газахском диалекте и его говорах: yorqan < yorğan (одеяло), qarqa < qarğa (ворона), damqa < damğa (тавро), qarqudalı < qarğıdalı (кукуруза), qayqanax < qayğanaq (яичница).
r>l. Широко представлено: ölümçəx/ölüncəx < hörümçək (паук), kəltənkələ < kərtənkələ (ящерица), sulğuç < surğuç (сургуч).
l>r. Встречается редко и главным образом в заимствованных словах: kərfətin < kəlbətin (клещи), musurman < müsəlman (мусульманин), qarxoz < qolxoz (колхоз).
q>x. Употребление звука q вместо x после гласных заднего ряда в конце многосложных слов характерно для газахского диалекта; например: qonax, otax, alaçıx, aşıx, qavıx, toxmax, yaxşılıx, qaŋax (зеленая скорлупа ореха и граната). Употребление звука x после гласных заднего ряда в конце многосложных слов — явление не случайное, ибо оно имеет место и в письменных памятниках азербайджанского языка. В письменных памятниках различных периодов, наряду со звуком q в конце слов, параллельно употребляются также ğ, x.
n>m. Редко встречается: ağcaqayım < ağcaqayın (береза), afərim < afərin (молодец).
Когда аффикс I лица будущего категорического времени выступает в стяженном виде, ударение падает на него: alajám. Встречаются слова, в которых ударение падает на первый слог, например: oxı/oxu (читай), gəti (принеси), otur (садись), lütücə (правнук), kötücə (праправнук), yeticə (сын или дочь праправнука), ötücə (внук праправнука).
Прибавление и выпадение согласных. Больше всего к словам прибавляются звуки y, h, что имеет место, в основном, в начале и середине слов, например: yoloy < alov, yesir < əsir, yığval < iqbal, fayız < faiz, beysavad < bisavad, zayıf < zəif, piyvə < pivə, şüyür < şüur, harava < araba, həlvət < əlbəttə, hasa < əsa, camhat < camaat, sahat, ehdivar. Нередко наблюдается вставление звука t в конце слов, например: hasant< asan, noxsant < nöqsan, xayışt < xahiş. Встречается и вставка звука n в середине, например: balanca < balaca, turanc < turac, eləncə < eləcə, bunjuğaz < bucuğaz, fırsand < fürsad, вставочный n появляется большей частью в конце союзов послелогов и аффиксов, например: kın, kin < ki, kimin < kimi, ötrün < ötrü, kərən < kərə, baldun/baldon < palto. Также отмечена вставка d, например: murtda < yumurta, qazdarma < kazarma, vərəsda < vərəsə, batdax < battax, çasdavoq/çosdavoy < çasavoy. Вставка звука h в начале слов характерна также для северной группы диалектов и говоров. Выпадение согласных также широко распространено в газахском диалекте.
Выпадению больше всего подвергаются звуки y, h преимущественно в начале слов. Выпадение y: oxarı < yuxarı, umax, umrux, umru, üẋ < yük, Usuf < Yusif. Выпадение h: örümçəẋ, örüẋ, ürməẋ, ülüẋməẋ, ıçqırıx, işğırmax, при аналогичных обстоятельствах выпадает также согласный g: alöüz < alagöz, qaröüz < qaragöx, onöürə < ona görə, haredir < hara gedir, v и t выпадают в основном в середине слов, а r — в конце, например: suaf < səvab, suax < suvaq, çual < çuval, avqus, veris, sərbəs, kəti, kötü, otu. Выпадение l наблюдается перед согласными ç и x, например: qaxdı < qalxdı, öşdü < ölçdü, anamadım < anlamadım, а n происходит перед k, c, d, s, например: qəşəẋ < qəşənk, qılış < qılınc, qazaş < qazanc, kət < kənd, qət < qənd, hāsı < hansı. Выпадение f и d — редкое явление, встречающееся в газахском диалекте: kökür < kəfkir, tüəẋ/tüəng < tüfəng, günüz < gündüz.
Распространена прогрессивная ассимиляция согласных в газахском диалекте dl>dd: addar, nl>nn: aydınnıx, qannı, onnar, annar, bulannıx, şaddaşmax, dumannı, nd>nn: unnan, özünnən, cannan, md>mn: şamnan, qumnan, rl>rr: qarrı, varrı, ağırrıx, kirri, yağmurrux, maldarrıx, oysarreyif, zl>zz: qızzıx, izzəməẋ, zd>zz: bizzən, qızzırma, Təbrizzə, sl>ss: issadıf, st>ss: üssə, ld>ll: inniləməẋ, zl>zd: qızdar, tozdu, duzdu, təmizdiẋ, gizdəndi, qalxozdar, tl>td: atdı, qatdama, sl>sd: namısdı, bəsdədi, dosdar, şl>şd: qışdax, qardaşdıx, yoldaşdar, dişdəməz, ml>mn: bayramnıx, adamnar, zç>çç: qalhoççu, şc>çc: yavaçca, hd>td: qaltdım, xd>td: artdan, qaltdı, qortdu, qırtdı. Есть и регрессивная ассимиляция nm<mm: dimməz, qammaz, inammaz, tüşümməẋ, rl<ll: verillər, alıllar, zs<ss: üssüz, assın. Диссимиляция же не широко распространена. Случаи прогрессивной диссимиляции наблюдается в r>l: qərəl < qərar, murdal < murdar, Ərzulum < Ərzurum, praqurul/braqurul < proquror, m>b: əmbə < amma. Также распространена контактная метатеза rm: dımrıx, vy>yv: loyva < lovya < lobya, ğr > rğ: dorğa < doğra, qz>zq: vazqal < vaqzal, dy>yd: maydan < madyan, bayda < badya, ks>sk: diskindi < diksindi, ly, lg>yl: qaylan < qalyan, üylüc < ülgüc, rv>vr: dəvriş < dərviş, rp>pr: kipriẋ < kirpik, rh>hr: səhrəd < sərhəd, sk>ks~ys: öysürüẋ < öskürək, əysi < əskik, fr>rf: surfa < süfrə, xl>lx: olxoy < oxlov, hr>rh: sərhə < səhra, şm>mş: yamşax < yaşmaq. Есть случаи и дистантной метатезы y-a>a-y: bağarsıx < bağırsaq, k-d>d-k~t-g: xətəngəz < xəkəndaz, m-n>n-m: intaham < intağam < imtahan, m-h>h-m: cahamat < camahat, n-m>m-n: ağramon < aqronom, n-r>r-n: gerenal < general, r-s>s-r: fəsarətinə < fərasətinə, s-p>p-s: püsrüntü < süpürüntü.
В газахском диалекте также происходит геминация. Геминируются ll: illac < əlac (средство), mm: həmməşə < həmişə (всегда), rr: qarranquş < qaranquş (ласточка), kərrə < kərə (раз), vv: avvamca < avamca (невежда), oqqədər < oqədər (столько), jj: nəjjəẋ < nazik (тонкий), abıhayyat < abihəyat (жизнь), tt: battax < bataq (топь), tüttəẋ < tütək (тутек), çç: kiççiẋ < kiçik (маленький), şş: aşşağı < aşağı (вниз).

### Морфология и синтаксис
В газахском диалекте привлекает внимание ряд морфологических особенностей, которые наблюдаются прежде всего в категориях падежа и сказуемости, степеней прилагательного, афиксах времен и наклонений глагола, в употреблении личных окончаний с давнопрошедшим временем. Кроме того, в нём функционирует ряд древних слогообразующих аффиксов, большинство которых не встречается в других диалектах и говорах азербайджанского языка.
Словообразующие аффиксы:
1. —at (—ət, —t). Образует имена существительные suat, yüət, qurut, от слов su, yü (yu), quru. В данном диалекте suat обозначает ту часть реки или арыка, где поят крупный и мелкий скот; yüət—часть реки, отведенная для купания стада; qurut — скисшее молоко в виде сухих комков, величиной с куриное яйцо. Этот аффикс также встречается в литературном памятнике «Китаби-Деде Коркуд» и в произведениях Мирза Фатали Ахундова[94].
2. —sax (—səẋ). Посредством этого аффикса образуются прилагательные qumsax (песчаный), koŋulsax (неохотно) от слов qum (песок) и koŋul (сердце, душа), например: Qumsax yeriŋ qarpızı şirin olar (на песчаной почве растут сладкие арбузы). Koŋulsax işdən xeyir çıxmaz (нет пользы от работы, которая выполняется неохотно). При помощи этого же аффикса образуется имя существительное buğarsax (от слова buğa), что означает в данном диалекте скопище быков и буйволов вокруг коров и буйволиц при случке, например: İnəẋ buğyələndə < buğaya gələndə ardına buğarsax yığıler. Слова bağırsaq и sarımsaq в азербайджанском языке также образованы посредством этого аффикса[94].
3. —az (—əz, —z). Образует глаголы от одних слов самостоятельно, а от других — вместе с формантом —da, —də, являющимся фонетическим вариантом известного аффикса —la, —lə, например: qolazda (бросать рукой), от слова qol, вышвырнуть, (схватив за руку), tulazda от глагола tullamaq (бросать, кидать), süprəzdə, süpürlə, basmarla (схватить); «Yaveyı elə tulazdadı kı»; «Qolunnan tutuf qolazdadım». Употребляемые в общенародном языке слова boğaz (горло), boğaz (беременная) и ayaz (ясная прохладная ночь) восходят к соединению глагола boğ (душить), существительного buğa (buqay) в результате соответствия u>o: buğaz > boğaz и имени ay (месяц, луна) с аффиксом —az (—əz, —z)[95].
4. —sı (—si, —su, —sü). При помощи этих аффиксов образуются глаголы типа daŋsıtmax (ввести в заблуждение), qaxsımaq (иссохнуть как сушеные фрукты), çiysimək (стать сырым от влаги), günsüməẋ (изменить вкусовые качества в результате пребывания под солнцем), например: «Özünü daŋsıtdı»; «Xamīrıŋ üzü ğaxsıyıf»; «Uşaq ağlamsındı»; «Əppəẋ çiysiyif, yeyilməz»; «Qatıx günsüyüf, yeyiləsi döyü»[95].
5. —ta (—tə). Образует глаголы: siltəməẋ (трясти), böltəməẋ (наспех рубить дрова), taytamax (ходить одной ногой, от слова tay — раз, один, хромать), yeltəməẋ (швырять), yontamax (строгать грубо, неаккуратно), например: «Torvoyu siltə görəẋ divində nə var?»[95]; «Odunu ortadan böltəler tullor»; «Dan, üzü duruf yeltənif getdi»; «Yontaleyıf tökör taxteyı»; «Əyağım işsif < şişib, taytamaxdan yoruldum». Этот аффикс встречается и в памятнике «Китаби-Деде Коркуд»[96].

Кроме этого, в газахском диалекте встречаются словообразующие аффиксы —ası, —da (—də); —ıx; yən: —ədi (—ənti); —çı (—çi, —çu, —çü); —lux, —dıx, —nıx; —cığaz, —cuğaz; —cək (—cəẋ); —lax (—ləẋ), —tax, —dax (—dəẋ); —qı (—qu); —iş (—uş, —üş); —x (—ẋ); —ıcı (—ici, —ücü); —tı (—ti); —t; —anəẋ (—ənəẋ); —lu (—lü, —dı, —du, —nı, —nü); —kı; —an (—yən); —avar; —ər; —max (—məẋ); —u; —arqa; —ərgi; и другие, например: çalası (закваска), qoyda (футляр для свирели), əydə (инструмент с дугообразным жерлом для изготовления ложки), qanıx (кровожадный, хищный), əryən (неженатый, молодой человек), birəd̪i/birənti (вместе), üzümçü (виноградарь), məməçi (няня, кормилица), bollux (обилие), başdıx (глава), yavannıx (всякая еда), uşağcığaz (пташечка), quşcuğaz (дитятко), əlcək (перчатка), yeylax (яйлаг), batdax (топь), taftax (мучение), buruntax (намордник), gərdəẋ (занавес, ширма), pusqu (засада), gəliş-gediş (движение, сношение), uduş (выигрыш), görüş (встреча, свидание), darax (расчёска), ələẋ (сити), döşəẋ (тюфяк, матрац), asqırax (чиханье), biliẋ (знание), qalıx (остаток), burux (скважина), qışqırıx (крик), atıcı (стрелок), bilici (знаток), görücü (наблюдатель), qırıntı (крошки, обрезки), qurut (гурут), əsənəẋ (болезнь), eşənəẋ (разрытое место), biçənəẋ (луг), pullu (богатый), güllü (цветное), atdı (всадник), duzdu (солёный), torru (сетчатый), cannı (крепкий, здоровый), yönnü (годный), axşamkı (вечерний), otuxan (ягнёнок), dağavar (горный), kəsər (нож, топор), bişər (кушанье), dəlməẋ (дыра), qarmax (удочка), çaxmax (курок), toxmax (колотушка), ilmaẋ (петля), buru (колики), yatarqa (спальня).
Газахский диалект характеризуется рядом морфологических особенностей, отличающихся как от литературного языка, так и от других диалектов и говоров азербайджанского языка. В имени существительном характерная особенность наблюдается при склонении имен с конечными гласными, которые в винительном падеже вместо литературного —nı (—ni, —nu, —nü) принимают —yı ( —yi, —yu, —yü), например: daneyı, gəveyi, potoyu, düyöyü, qapıyı. В категории сказуемости употребляются имена с конечными согласными в I лице множественного числа с аффиксом —ıyıx (—iyiẋ, —uyux, —üyüẋ) вместо литературного —ıq ( —ik, —uq, —ük), например: adamıyıx вместо adamıq, iyidiyix, qarouluyux, özümüzüyüẋ.
К морфологическим особенностям газахского диалекта относятся: 1) сложные слова состоящие из нескольких корней, например, qaraqaytan (смуглая и нежная (женщина)); 2) сложные слова, образованные на базе синтаксических сочетаний изафетного типа, например: yazıpişiyi (дикая кошка), yazımaralı (дикий олень), atqulağı (наравне, рядом), başyoldaşı (жена), ağzıbir (конюшня), ağzısuyux (болтун), diliduzdu (интриган), burnucırıx (невежда), burnuyelli (гордый, заносчивый, спесивый); 3) парные слова, например: qom-qom (связками, пучками), fitliẋ-fitliẋ (разорванный в клочья), qabaq-qənşər (лицом к лицу, напротив), künc-bucax (угол), var-gəl (расхаживание), aşağı-yuxarı (приблизительно), çaynax-çoynax (разбитый), ala-ula (сорняк), Qızyetar (женское имя).
У родительного падежа в газахском диалекте четырёхвариантный аффикс. Аффиксы родительного падежа для основ, оканчивающихся на согласный —ıŋ, —iŋ, —uŋ, —üŋ, например: daşıŋ (камня), eviŋ (дома), otuŋ (травы), sütüŋ (молока). Аффиксы родительного падежа для основ, оканчивающихся на гласный —nıŋ, —niŋ, —nuŋ, —nüŋ, например: qapınıŋ (двери), keçiniŋ (козла), quyunuŋ (колодца), ütünüŋ (утюга).
В газахском диалекте конечный a основы в форме дательного падежа переходит в y, а конечный ə в i, например: almıya < almaya (в яблоко), təliyə < tələyə (в ловушку). Также подчиняясь гармонии гласных, конечный a основы в форме дательного падежа переходит в u, а конечный ə, в ü, например: çuxuya < çuxaya (в чуху), küçüyə < küçəyə (на улицу). В подобных случаях возможен переход a, в o, ə — в ö: murtdoya < yumurtaya (в яйцо), çömçöyə < çömçəyə (в черпак).
У аффикса винительного падежа в данном диалекте четыре варианта: —y, —i, —u, —ü (для основ на согласный) и —yı, —yi, —yu, —yü (для основ на гласный), например: balışı (подушку), iti (собаку), yunu (шерсть), üzümü (виноград), ateyı (отца), qutuyu (коробку), tüstüyü (дым).
Степень уменьшения образуется посредством аффиксов:
1. —artdax, —ərtdəẋ, —tdax, например: bozartdax (inəẋ), qızartdax (parça), bij ərtdəẋ (adam), qon, urtdax (öküz).
2. —rüngü/rüngürəẋ/runqu/runqurax/ringi/ringirəẋ, —ınqı/ınqırax/ərəngi, например: tösrüngü yer (круглая местность со спуском), tösərəngi adam (человек низкого роста и безобразной наружности); boşrunqu или boşrunqurax (yer), gen, ringi или darınqı ayaqqabı.
Превосходная степень:
1. Для образования превосходной степени употребляются слова zil, qır, qət, al, qan, zımırt, saf, boram, çat; например: zil qara, qət təzə, zımırt kal, boram boş (qab), qır bora (пересоленый). Слово çat выступает только с прилагательным ayaz, например: «Elə çat ayazdı kı, adamı qılınc kimi kəser». Это слово в виде «чалт» в татарском языке также употребляется вместе со словом ayaz.
2. Для передачи превосходной степени в диалекте вместо литературных элементов m, p нередко употребляется элемент f, например: qufquru, dufduru, difdiri, safsarı, qafqara, yefyekə и т. д. Наряду с этим в газахском диалекте функционируют также простые и сложные формы степени, образованные посредством элементов m, p, s, r, например: dümbələm/düpbələm, lümbələm, sapa, çim, sum/çum, düm, bim, yapa, appağ, dümapp, dəs, dos, например: dümbələmdüz/düpbələmdüz, lümbələmlürt, sapamappağ, yapayalqız, çimçiy, sumsuyux/cumcuyux, dumduru, dümappağ, dosdoğru, dosdoğma, dəsdəyirmi.
Для выражения неопределенных числительных употребляются различные варианты buxarta/buxarta/buxartana, buğarta/buqartan/buğartana (bu qədər); oxarta/oxartan/oxartana (o qədər), например: «Buxarta qarpızı harda satajaxsıŋız?»; «Oğartana çaldıx kın».
Применённое отрицание выражается посредством слова deyil, которое используется в форме döy. Лично-предикативные аффиксы в отрицательных формах следует непосредственно за отрицанием o döy (не он).
Формы уменьшительности прилагательных образуется при помощи аффиксов —ca, —jə, —jıx, —jiẋ: körpəjə (крошечный), balaca (маленький), alçajıx (низенький), gödəjiẋ (коротенький). В газахском диалекте встречаются аффиксы, образующих формы «ослабления качества» прилагательных —ımtul, —umtul, —amtul, —ımsoy, —öymsüẋ: ağımtul (беловатый), sarımtul (желтоватый), bozumtul (сероватый), qaramtul (черноватый).
Аффикс, образующий форму сравнительной степени —rax/rağ, —rək/rəẋ, который для литературного азербайджанского языка является архаичным: qararax (почернее), sarırax (пожелтее), cındırrax (постарее), cannırax (поздоровее), ajırax (погорчее), təzərəẋ (поновее), köhnərəẋ (постарее).
В отличие от литературного языка в газахском диалекте единственное I и II лиц употребляется в виде maŋa/mā, saŋa/sā, а III лица иногда в форме oŋa, например: «Qağam maŋa donnuğ alıf, saŋa da bağdatı (шёлковый платок)»; «Oŋa de kiŋ atı yollasın». Эта форма встречается также в произведениях классиков азербайджанской литературы. Наряду с возвратным местоимением öz, употребляется также gəndi, например: «Malı gəndi başına buraxma. Hər kəs gəndi-gəndinə iş görsə pis olar». Местоимение gəndi встречается и в письменных памятниках азербайджанского языка.
| Падежи             | Единственное число        | Множественное число               |
| ------------------ | ------------------------- | --------------------------------- |
| Именительный падеж | mən, sən, o               | biz, siz, ollar/onnar             |
| Родительный падеж  | mənim, səniŋ, onun/onuŋ   | bizim, sizin, olların/onnarıŋ     |
| Дательный падеж    | maŋa/mā, səŋə/sā, ona/oŋa | bizə, sizə, ollara/onnara         |
| Винительный падеж  | məni, səni, onu           | bizi, sizi, olları/onnarı         |
| Местный падеж      | məndə, səndə, onda        | bizdə, sizdə, ollarda/onnarda     |
| Исходный падеж     | mənnən, sənnən, onnan     | bizdən, sizdən, ollardan/onnardan |

Местоимение bu (этот) в газахском диалекте употребляется в виде mu во всех косвенных падежах как в единственном, так и во множественном числе, например: mu, munuŋ, muna, munu, munda, munnan, munnar, munnarıŋ, munnara, munnarı, munnarda, munnardan.
| Падежи             | Единственное число | Множественное число |
| ------------------ | ------------------ | ------------------- |
| Именительный падеж | bu                 | bular               |
| Родительный падеж  | munuŋ              | buların             |
| Дательный падеж    | muŋa               | bulara              |
| Винительный падеж  | muŋu               | buları              |
| Местный падеж      | munda              | bularda             |
| Исходный падеж     | munnan             | bulardan            |

| Падежи             | Единственное число      |
| ------------------ | ----------------------- |
| Именительный падеж | nəyin, kim, hası        |
| Родительный падеж  | nəyin, kimin, hāsının   |
| Дательный падеж    | nəyə, kimə, hāsına      |
| Винительный падеж  | nəyi, kimi, hāsını      |
| Местный падеж      | nədə, kimdə, hāsında    |
| Исходный падеж     | nədən, kimnən, hāsınnan |

Среди вопросительных местоимений имеются слова hancarı/hənçəri/nancarı/nəncəri, hay, nə qılıx, naxartan/nağartana (nə qədər), из которых hancarı является эквивалентом литературного necə (как), nə cür (каким образом), nə üçün (для чего), например: «Ə, hancarı qayrem dērsəŋ? Həncəri comuşuydu?». Это местоимение встречается и в «Китаби-Деде Коркуд», а также в произведениях азербайджанских поэтов XIV и XVI веков. Местоимение hay соответствует литературному nə (что), например: «Hāy, həncəri dērsəŋ?».
| Падежи             | Единственное число        | Множественное число              |
| ------------------ | ------------------------- | -------------------------------- |
| Именительный падеж | özüm, özüŋ, özü           | özümüz, özüŋüz, özdəri           |
| Родительный падеж  | özümün, özünün            | özümüzün, özüŋüzün, özdərinin    |
| Дательный падеж    | özümə, özüŋə, özünə       | özümüzə, özüŋüzə, özdərinə       |
| Винительный падеж  | özümi, özüŋü              | özümüzü, özüŋüzü, özdərini       |
| Местный падеж      | özümdə, özüŋdə, özündə    | özümüzdə, özüŋüzdə, özdərində    |
| Исходный падеж     | özümnən, özüŋnən, özünnən | özümüzdən, özüŋüzdən, özdərindən |

Во всех наклонениях глагола в газахском диалекте наблюдается много отличных от литературного языка и других диалектов и говоров азербайджанского языка особенностей. В повелительном наклонении для единственного числа I лица, в отличие от литературного языка употребляются после согласных трёхвариантный личный показатель —em, —om, —öm; после гласных же четырёхвариантный —m, —yem, —yom, —yöm, например: gəlem, alem, durom, qurom, göröm, bölöm; darem, duzdom, gözdöm, daşıyem, gəliyem, qoruyom, bürüyöm. II лицо повелительного наклонения образуется аффиксами qınan/gınan/ginən/ynən/qunan/günən, например: yazqınan, getginən, deynən, qoyqunan. Отрицательная форма повелительного наклонения передается аффиксами негативности —me, —mo, —mö; —mı, —mi, —mu, —mü, например: almem, qoymoyuŋ, görmöyüŋ, gətimiyəẋ, vurmuyax.
В газахском диалекте диалекте форма невозможности может быть только аффиксальной: alammadı (он не смог купить), gələmmədi (он не смог прийти), alammıyıf (он не мог купить), gələnmiyif (он не мог прийти), alammer (он не может купить), alamıyajax (он не сможет купить), gəlamiyəjəx (он не сможет прийти), alammaz (он не может купить), gələmməz (он не может прийти).
Аффикс I лица множественного числа повелительного наклонения в газахском диалекте имеет два варианта — —ax и —əẋ: atax (давай бросим), gedəẋ (давай пойдём). Встречается также аффикс —ağın, —əyin: yatağın (давайте спать), çiməyin (давайте купаться). Аффикс II лица множественного числа повелительного наклонения представлен четырьмя вариантами — —ın, —in, —un, —ün: atın (бросайте), için (пейте), qurun (стройте), ötürün (передавайте). У аффикса III лица множественного числа повелительного наклонения четыре варианта — —sın, —sin, —sun, —sün: alsın (пусть купит), getsin (пусть уйдёт), oxusun (пусть читает), görsün (пусть видит).
Для выражения настоящего времени употребляются аффиксы —er, —or, —ör после согласных; —r, —yer, —yor, —yör после гласных, например: bəzerəm, bəzersəŋ, bəzer; bəzeriẋ, bəzersiŋiz, bzellər; quroram, qurorsan, quror; qurorux, qororsuŋuz, qurollar; sökəərm, sökərsən, sökör; sökörüẋ, sökörsüŋüz, sököllər; dərrerəm, dərrersəŋ, dərrer; dərreriẋ, dərrersiŋiz, dərrerlər; təliyerəm, təliyersən, təliyer, təliyeriẋ, təliyersiŋiz, təliyellər; toxuyoram, toxuyorsaŋ, toxuyor; toxuyorux, toxuyorsuŋuz, toxuyollar; bürüyörəm, bürüyörsəŋ, bürüyör, bürüyörüẋ, bürüyörsüŋüz, bürüyöllər.
Для передачи будущего категорического времени употребляется аффикс —aj, —əj в единственном числе, ajey, əjey во множественном числе I лица; —ajax, —əjəẋ в обоих числах II и III лица, например: otarajam, otarajaxsaŋ, otarajax; otarajeyıx, otarajaxsıŋız, otarajaxlar; tikəjəm, tikəjəẋsən, tikəjəẋ, tikəjeyẋ, tikəjəẋsiŋiz, tikəjəẋlər.
|                    | Новостная категория | Новостная категория |
| Единственное число | Множественное число |                     |
| ------------------ | ------------------- | ------------------- |
| I лицо             | qazaxlıyam          | qazaxlıyıx          |
| II лицо            | qazaxlısaŋ          | qazaxlısıŋız        |
| III лицо           | qazaxlıdı           | qazaxlıdılar        |

|                    | Простое прошедшее время | Простое прошедшее время | Простое совершённое время | Простое совершённое время |
| Единственное число | Множественное число     | Единственное число      | Множественное число       |                           |
| ------------------ | ----------------------- | ----------------------- | ------------------------- | ------------------------- |
| I лицо             | yazmışam                | yazmışıx                | oxudum                    | oxudux                    |
| II лицо            | yazıfsaŋ                | yazıfsıŋız              | oxudun                    | oxuduŋuz                  |
| III лицо           | yazıf                   | yazıflar                | oxudu                     | oxudular                  |

|                    | Настоящее время     | Настоящее время |
| Единственное число | Множественное число |                 |
| ------------------ | ------------------- | --------------- |
| I лицо             | alēram              | alērıx          |
| II лицо            | alērsaŋ             | alērsınız       |
| III лицо           | alēr                | alērllar        |

|                    | Будущее время (подтверждение) | Будущее время (подтверждение) | Будущее время (отрицание) | Будущее время (отрицание) | Невозможное будущее время (подтверждение) | Невозможное будущее время (подтверждение) | Невозможное будущее время (отрицание) | Невозможное будущее время (отрицание) |
| Единственное число | Множественное число           | Единственное число            | Множественное число       | Единственное число        | Множественное число                       | Единственное число                        | Множественное число                   |                                       |
| ------------------ | ----------------------------- | ----------------------------- | ------------------------- | ------------------------- | ----------------------------------------- | ----------------------------------------- | ------------------------------------- | ------------------------------------- |
| I лицо             | alajam                        | alajıx/alajēẋ                 | almıyajam                 | almıyajıx/almıyajēẋ       | alaram                                    | alarıx                                    | almaram                               | almarıx                               |
| II лицо            | alajaxsaŋ                     | alajaxsıŋız                   | almıyajaxsaŋ              | almıyajaxsaŋız            | alarsaŋ                                   | alarsıŋız                                 | almassaŋ                              | almassıŋız                            |
| III лицо           | alajax                        | alajaxlar                     | almıyajax                 | almıyajax(lar)            | alar                                      | alallar                                   | almaz                                 | almazdar                              |

|                    | Форма обязательства | Форма обязательства | Форма условия       | Форма условия |
| Единственное число | Множественное число | Единственное число  | Множественное число |               |
| ------------------ | ------------------- | ------------------- | ------------------- | ------------- |
| I лицо             | alam                | alax                | alsam               | alsax         |
| II лицо            | alasan              | alasıŋız            | alsan               | alsaŋız       |
| III лицо           | ala                 | alalar              | alsa                | alsalar       |

Показатели простой формы условного наклонения в положительном и отрицательном аспектах не отличаются от таковых в литературном языке. Но в сложной форме для положительного аспекта во всех лицах аффиксами наклонения выступают —se, —so, —sö, для отрицательного же аспекта только —se, например: güləşseydim, güləşseydiŋ, güləşseydi; güləşseydiẋ, güləşseydiŋiz, güləşseydilər; yoğursoyduŋuz, yoğursoydular; çöyürsöydüm, çöyürsöydüŋ; çöyürsöydüẋ, çöyürsöydüŋüz, çöyürsöydülər; bordamaseydım, bordamaseydıŋ, bordamaseydı; bordamaseydıx, bordamaseydıŋız, bordamaseydılar.
Пересказательная форма глагола в газахском диалекте имеет интересные особенности. В нём представлена пересказательная форма всех наклонений глагола. Есть три главные особенности. 1) Пересказательная форма давно-прошедшего времени передается посредством аффиксов —ıb, —ib, ub, —üb; —yıb, —yib, —yüb, а не —mış, —miş, —muş, —müş. 2) В результате прогрессивной ассимиляции согласный m в связке imiş переходит в b и эта связка выступает в виде bış, biş, buş, büş. 3) Пересказательные формы всех наклонений с личными окончаниями литературного языка употребляются также с аффиксами —dam, —dəm в единственном числе, —dax, —dəẋ во множественном числе I лица; —dan, —dən в единственном числе, —daŋız, —dəŋiz во множественном числе; —dar, —dər во множественном числе III лица, например: tökör-müş-dəm, tökör-müş-dəŋ, tökör-müş, tökör-müş-dəẋ, tökör-müş-dəŋiz, tökör-müş-dər, aç-ıb-bış-dam, aç-ıbbış-daŋ, aç-ıb-bış, aç-ıb-bış-dax, aç-ıb-bış-daŋız, aç-ıb-bış-dar.
Пересказательная форма давнопрошедшего времени: yazıbbışdam, yazıbbışdaŋ, yazıbbış, yazıbbışdax, yazıbbışdaŋız, yazıbbışdar; görübbüşdəm, görübbüşdəŋ, görübbüş, görübbüşdəẋ, görübbüşdəŋiz, görübbüşdər.
Пересказательная форма прошедшего продолжительного времени: sərermişdəm, sərermişdəŋ, sərermiş, sərermişdəẋ, sərermişdəŋiz, sərermişdər; toxuyormuşdam, toxuyormuşdaŋ, toxuyormuş, toxuyormuşdax, toxuyormuşdaŋız, toxuyormuşdar.
Из деепричастных аффиксов для данного диалекта характерны многовариантный аффикс —dıxca/dıxcan/dıxcana, diẋcə/diẋcən/diẋcənə, —duxca/duxcan/duxcana, —düẋcə/düẋcən и düẋcənə и —ğacın, —yəcin, например: «Xiyar elə şeydi kin, suladıxcana çıxajax»; Aqaç bar verdiẋcən başını aşağı tutar»; «Üz gördüẋcən şitəner»; «Qızı göryəcin bir koŋuldan min koŋula aşığ olor»; «Həmit donnuğunu alğacın getdi anasının yanna».
В определительных словосочетаниях употребляется удвоенный аффикс принадлежности в определительном словосочетании III типа и в односоставных сочетаниях, например: «Onnarıŋ sədrisini tərifleyiflər qəzetdə. Dərdisini aldığım oğul ha döyü, iyitdi, iyit». В говорах также встречаются формы olar/ōlar, ollar.
В отличие от литературного языка, в газахском диалекте послесложное управление ограничено, здесь преобладает глагольное управление, например: «Yağannığ olduğunnan (вместо yağannığ olduğu üçün) от çox pitdi»; «Buzoyu öldüyünnən (вместо buzoyu öldüyü üçün, buzoyu öldüyünə görə) koŋuldan çüşüf, südü azalıf inəyiŋ».
Иногда опускается всё сказуемое, а большей частью аффикса сказуемости, например: «Ağız, siniyi bəri (ver)»; «Örkəni maŋa (gətir)»; Əlim işimdə (di), ağlım başımda (dı). Fatma gəlif (di)». Нередко определение выступает после определяемого, например: «Nənəm fağır yoruldu»; «Ədil qoçax suloyuf baqı».
Одной из живых особенностей в простом предложении является преобладание вопросительного предложения, образованного вопросительными частицами mı, mi, mu, mü и вопросительными местоимениями, например: «Sən Bakıda oxuyorsaŋmı?»; «Yağış yağermı?»; «God̪-god̪uyu gördüŋmü?»; «Goduya salam verdiŋmi?»; «Bə nəncəri olsuŋ, a qardaş»; «Hancarı comuşuydu»; «Nöyŋüz gəldiŋ, dərdiŋ alem»; «Biyil (bu il) nağartana əməẋ, günün, var? Sığırçılar hana?». Вопросительное предложение, передаваемое посредством вопросительной интонации, представлено в диалекте в незначительном количестве.
В газахском диалекте имеются междометия, выражающие удивления: «Boy, ilana bax, nə uzundu» («Смотри на змею, какая она длинная»); призывные, вокативные междометия: ağız, əyşi, adə, əjji, ayba, ağca, qā.

### Лексика

#### Слова, сохранившие следы исторического прошлого
1) Названия племён: tayfa, tirə, coğa, hoyul, dinniy/dinniẋ.
2) Термины родства: bava (дедушка), qaqa/lələ (старший брат, отец), əmi (отец), ciji, mama (тетя по отцу), göy, kök (потомок, родственник), tağ (род, родственник), toxum, qoja/ böyük ciji (бабушка), yeznə, elti, quda, xala, qayın, qaynata, bajanax, baldız.
3) Слова, связанные с формами старого быта: katvı, küləcə, (верхняя дамская одежда без рукавов или полурукавами, которую носили женщины в старину), dingə, qəfəsə (дамский головной убор, который носили в старину), şəddə (платок), qondara (туфли), arxalıx, çuxa.
4) Названия старых сельскохозяйственных орудий: çüt, vəl, yığan, garraf, ulama, daşqır, şadara, kağan.
5) Названия мер, веса и длины: isdil/girvənkə (400 грамм), şor isdili (500 грамм), tağar (160 килограмм), batman (8 килограмм), çərəẋ (4 килограмм), uruf (100 грамм), xan arşını, məŋzil (20-30 километров).
6) Устаревшие календарные названия и названия дней по характеру занятий: adına/adna (четверг). Календарные термины и наименования времени дня, связанные с животноводством: pusqurt (уход в горы после жатвы), mal damnan çıxan vaxdı (начало весны), mal dama girən vaxdı (конец осени), yaylın vaxdı (утренняя паства скота), mal öruşdən dönən vaxdı (в 6-7 часов вечера), mal sağını vaxdı (в 8-9 часов утра), qoyun sağın vaxdı (в час дня), quzu əmişə gələn vaxdı (в 2-3 часа дня), güzdəẋ vaxdı (осень).
7) Названия налогов прошлого, старых должностей и чинов: bəhrə, tüstü pulu, töycü, otbaşı/çöpbaşı, onda bir, biyar, zəyin, koxa, yasoul, üzbaşı/yüzbaşı, çouş, baş çouş, darğa.
8) Неологизмы: ilxıçı (табунщик), quzuçu (пастух при стаде ягнят), buzoyçu (пастух, пасущий телят).

#### Архаизмы
В газахском диалекте встречается ряд слов, которые употреблялись в древних периодах азербайджанского языка, но для современности стали архаичными. Некоторые из них: sayır (больной). Вариант древнего sayru, например: «Adamın, sağ vaxdı da olar, sayır vaxdı da». Öyn/öynə употребляется в значениях: время, времена года, пища, доля, выделяемая в определенное время. Это слово встречается иногда в поговорках и пословицах: «Ərnən arvadın, döyüşü, yaz öyünnün, yağışı».
Piti — молитва, написанная с целью заклинания. Встречается в произведениях классиков в виде pitik со значением письмо, написанное. Кроме этих, в газахском диалекте встречаются также əsrük (опьяненный), (откормленный); ənik (щенок), ey/eyə (хороший), tuş (сон), təzmək (пугаться, ходить заблудившимся), ün (звук), ünnəẋ (человек дурной славы), arğalı (дикий баран), azıx (дорожное продовольствие), güzdəẋ (озимые), güzəm (осенняя шерсть), yoğurt (простокваша), sığır (корова)‚ sığırçı (пастух для коров), alağuz (двуличный).
Большинство этих слов встречается в письменных памятниках азербайджанского языка. Все эти слова встречаются и в памятнике «Китаби-Деде Коркуд», некоторые же из них (əsrük, güz, tuş, arğalı, azıx, yoğurt, sığır, sığırçı) представлены в словаре Ибни-Муханны, а другие (sığır, biti, azıx) в древнетюркских письменных памятниках.

#### Слова терминологического характера
В экономике Газахского района основное место занимают животноводство, овцеводство, хлопководство и зерноводство. Наряду с этими, население занимается также другими отраслями сельского хозяйства (садоводством, шелководством, огородничеством и другое). Поэтому термины, связанные с этими отраслями, изобилуют в газахском диалекте. Термины животноводства, характерные для газахского диалекта: gəzyazma (молодая неотелившаяся корова, не имевшая случки один год), yazabuğa (двухгодовалый бугай, бык), kədi (теленок, родившийся осенью), damnaçıxma (годовалый теленок), buğayaduran (двухгодовалая неотелившаяся корова), kaladuran (трехгодовалая неотелившаяся буйволица, sığırbuğa (двухгодовалая буйволица), ərəmiẋ (неотелившаяся буйволица), kalça (буйволёнок), dana kalça (годовалый буйволёнок), işşəẋ (двухгодовалый буйвол или годовалая овца), qaraçiş (трёх-четерёх годовалый баран), oğlax (одно-двухмесячный козленок), dıryel (преждевременно родившийся комленок), küər (пять-шесть месячный козлёнок), dıvır/erkəç (козёл, который водит стадо), təkə (годовалый козёл-производитель), лошади по виду и цвету: kəhər, qula, sarı, boz, ala, sarəl, ağboz, külrəng, kürən, alapaça, təpəl, qaşqa, səkil; по походке: qara yeriş, ivey yeriş, qurt yeriş, yorğa, qara yorğa, xırda yorğa, çortağan, gəkgir; по возрасту и полу: qulun, daylax, dayça, day, yaşar, üçündə, maydan, üryə/ülyə, qulan, ayğır, ərkəẋ.

#### Слова неносящие терминологического характера
1) Антонимы: ciyarrı (бестрашный), ciyarsız (трус), aŋrı (туда), bəri (сюда), xıdel (маленький), əkə (большой), öykələməẋ (кушать неохотно), tıxamax (жрать), imrənci (аккуратный), töklüntülü (неряшливый).
2) Омонимы: toylamax: 1) нагревать, 2) жарить, 3) слегка закручивать веревку, 4) поощрять; çırrı 1) жирный, 2), богатый; şıvırtı 1) тонкая палочка, 2) прыщик; yaman 1) плохой, 2) лихой, 3) очень, 4) монго, 5) смертельная рана.
3) Синонимы: balxı/maxlayı (неполный, неважный), yolsuz/dinsiz/məssəfsiz/ərkənsiz (безыдейный), matrax/şallax/tatarı (кнут): səltə/ləçər/çərhəya (наглый, бесстыдный, ciysiẋ/çəŋ/bar (плесень), qayım/muzu/saqqat/malnıyeməz/göy (скряга), hoy/cey/mödyəm/məci (субботник).
Слова, не употребляющиеся в литературном языке, или же употребляющиеся в ином значении: aval (помеха), alı (категорически, абсолютно), alağuz (смутьян), arfa (кривляка), bağır (печень), bordax (упитанный), bora (пересоленный), bən, (маленькая родинка), qovu (ущелье), davlax (человек высокого роста), dunux (тупой). isvaha (аккуратный), isrifli (экономный), incəfara (хорошо что), yaltaşa (подхалим), yelən (примечание), kəkoy (заика), gərən (ряд), kırt (половина), kırdın (маленький пень), ləngəhor (очень крупный), mödərə (человек маленького роста), oynaş (любовник, любовница), taytax (хромой), faqqı (хитрый, плут), fılıx (сирота), xəlpətərə (неприличный), çəndən (важный), cacer (негодная винтовка), cələf (худой), şimara (всегда), şırğa (аккуратность), aynımax (поправляться после болезни), alabaydax (человек с плохой репутацией), budamax (бить, резать, рубить), quloyşa (сплетник), ənəẋ (метка на ушах животных), ənix (щенок), kora (гвоздь), kəlik (домашние туфли без каблуков), kolpan (волос), kəmox (лёд), maytax (хромой), modyam (соучастник, компаньон), naylıx (шутовство), nuxus (обычный), oxrannamax (ржать), sıpırt (полностью), süməẋ (неочищенная шерсть), tavın (судья по борьбе), talğa (медаль), teyxa (только), təkəxoz (упрямый), unamax (понимать), ütəlgi (коршун), fırnı (печь для выпечки хлеба), fırçıx (катушка), xaş (закваска), xirniẋ (зайчонок), hivə (дозволенный), hul (высоко, прямо, наверх), çıtqı (щепки), cəsvan (смелый), cülya (колодец), gilənər (вишня), nargilə (вишня), ortalıx (заседание), mərəkə (заседание), basma (кнопка), dingə (пень, пенёк), irtmax (упрямый, драчун, хвост животного), Karvanqıran (Венера).

#### Иноязычные слова
Hoyur употребляется в Южном Азербайджане, в газахском и ряде других диалектов в значении «промежуток», «небольшой отрезок времени». Употребляемое, почти во всех романо-германских языках с незначительным фонетическим изменением латинское слово hora, horus (Uhr, heure, hour и т. п.), на авестийском языке havr «солнце, общее время». Слово же hoyur/havur в азербайджанском языке встречается ещё в XVII веке у поэта Говси Тебризи: 
«Hər gecə ol sərv-qədd yadiylə şəm’in başina
Bir havur dönmək gərək, bir parə yalvarmaq gərək».
(«Каждую ночь, вспоминая ту, стан которой подобен кипарису,

Следует временами вертеться вокруг свечи, временами молиться ей»).
В газахском диалекте также наряду со словом guya (как будто), употребляется армянское asma (арм. ասոլմէ), например, «Asma, məni tanımer» («Как будто не знает меня»). Встречается несколько армянских слов: haxçıx (арм. աղջիկ) — так называют неазербайджанских девушек, армянок, dığa (арм. տղա) — мальчик-армянин.
Грузинское dambati — эгоист, самодовольный, самовлюбленный, в газахском диалекте произносится как dambat и имеет то же значение, что и в грузинском языке.
В газахском диалекте сочетание yarımqa означает «выходной, нерабочий день», когда сельчане еще в 1920-х годах отправлялись на толкучку для купли и продажи нужных им вещей, что восходит к русскому «ярмарка». Название дня недели adna — воскресенье, вошло в синонимическую цепь с русским заимствованием «ярмарка» и в связи с этим приобрело второе лексическое значение — «ярмарка, рынок». Так, «ярмарка» под влиянием слова adna приобретает значение «воскресенье», adna в свою очередь приобретает значение «ярмарка», например, «Savax adnıyedəjəm» («Завтра я пойду на базар»). Слово nuvut является фонетически преображенной формой русского слова «минута». Оно употребляется обычно со словом bir: «Bir nuvuda ə̃lləm» («Приду сию же минуту»). В первые годы советской власти в Азербайджане, когда еще медицинское обслуживание находилось на низком уровне и малярия являлись бичом народа, газахцы во время болезни чаще всего употребляли хинин и мятные капли. Постепенно они отказались от первого компонента словосочетания «мятные капли», связав значение всего сочетания лишь последним компонентой — «капли», который в результате фонетического изменения стал произноситься как qəvli. Сегодня мятные конфеты в газахском диалекте называются qəvli qənfet. Names (иногда naves) от русского «навес» прочно вошел в язык колхозников Газахского района и имеет значение «крыша на опорах для обеденного отдыха на хлопковом поле». Names употребляется параллельно с talvar — точно такое же сооружение, что и навес, но так называются те навесы, которые строятся не на хлопковых полях.
В газахском диалекте говорят: hava güəzidi (погода прояснилась) и hava güəndi (погода ясна). Глагол güəziməy и прилагательное güən восходят к монгольским gegen и gegēsün — светлый, ясный.
Размер стиха по-персидски называется وزن شعر. В газахском диалекте это изафетное сочетание произносится как vəzmi-şeyir в значении «приятная внешность»: «Onun vəzmi-şeyrinə söz yoxdur» («Его внешность очень приятна»). В газахском диалекте зложелательный императив yox ol (сгинь), может выступать также в форме nist ol, где первый компонент, несомненно, восходит к персидской частице отрицания نیست (не, не есть).
Множественное число арабского слова لون ломаное, то есть оно образуется путем внутренней флексии: الوان. Последнее употребляется в азербайджанском литературном языке в значении «пёстрый», «разнообразный». Единственное число указанного слова не вошло в литературный язык, однако оно встречается в газахском диалекте в форме löyün. Причем в речи это слово употребляется лишь полным повто ром и выражает множественность, имея при этом значение «разнообразные». Причастие действительного залога второй породы глагола «порицать» عاب в арабском имеет форму معیب. Последнее заимствовано не только в газахский диалект, но и в некоторые другие диалекты азербайджанского языка (в литературном языке не встречается), произносится в форме mayıf и имеет значение «инвалид». Səvi (бедный, беспризорный, несчастный), mətəy (ценный), həkət (беда), manşır (известный, метка), аманат (непрочный, на глиняных ножках) bədöy (породистая лошадь), eyzən (точно, также), binəm (сообразно, согласно, соразмерно) восходят к арабским صبی (ребёнок), متاع (вещь, товар), حکایة (рассказ, история), مشهور (известный), بدوی (бедуин), ایضا (также), بناءٍ ( على) (на основании).

#### Древнетюркские элементы
В газахском диалекте имеются слова, совпадающие с зафиксированными в словаре «Диван лугат ат-турк» Махмуда Кашгари. Ənə используется в значении «метить, делать надрез на ушах животных», например, «O qoyunu ənədi» («Он пометил овцу»). Слово ənəẋ в газахском диалекте (метка на ушах животных) также образованно от этого глагола. Alçax употребляется в значении «скромный, простой», например, «Usufun yaxşı xəsyəti var, alçax adamdı» («У Юсифа хороший характер, он скромный»), это же слово в литературном азербайджанском языке используется в значении «низкий, подлый». Əsruẋ (пьяный), al (хитрость, обман, уловка), badax (подножка), irsiz (развязный, назойливый, нахал, наглец).

## Говоры

### Говоры Икинджи Шихлы, Али-Байрамлы и Гаймаглы
Одной из интересных особенностей будущего категорического времени является употребление аффикса —aş, —əş, —yaş, —yəş для единственного числа II лица в говорах сёл Икинджи Шихлы, Али-Байрамлы, Гаймаглы.
Эти аффиксы не встречаются в остальных исследованных диалектах и говорах азербайджанского языка:
|                    | В говорах Икинджи Шихлы, Али-Байрамлы и Гаймаглы | В говорах Икинджи Шихлы, Али-Байрамлы и Гаймаглы |
| Единственное число | Множественное число                              |                                                  |
| ------------------ | ------------------------------------------------ | ------------------------------------------------ |
| I лицо             | alajam                                           | alajeyıx                                         |
| II лицо            | alaşsaŋ                                          | alajaxsıŋız                                      |
| III лицо           | alajax                                           | alajaxlar                                        |

Пересказательная форма прошедшего с будущим категорическим в говорах сёл Али-Байрамлы и Гаймаглы принимает в I лице аффиксы —dım, —dim для единственного числа, —dıx, —diẋ для множественного числа; во II лице —dın, —diŋ для единственного числа, —dıŋız, —diŋiz для множественного числа.
|         | В говорах Али-Байрамлы и Гаймаглы | В других говорах               |
| ------- | --------------------------------- | ------------------------------ |
| I лицо  | ged̪əjeymişdim, ged̪əjeymişdiẋ      | ged̪əjeymişdəm, ged̪əjeymişdəẋ   |
| II лицо | ged̪əjeymişdin, ged̪əjeymişdiŋiz    | ged̪əjeymişdən, ged̪əjeymişdəŋiz |

### Говор Аширлы
Для единственного и множественного числа II лица в говоре села Аширлы. В последнем после этих аффиксов в качестве личных окончаний выступает —dan, —dən для единственного числа II лица; —daŋız, —dəŋiz для множественного числа.
|                    | В говоре Ашилы      | В говоре Ашилы |
| Единственное число | Множественное число |                |
| ------------------ | ------------------- | -------------- |
| I лицо             | alajam              | alajeyıx       |
| II лицо            | alaşdaŋ             | alaşdaŋız      |
| III лицо           | alajax              | alajaxlar      |

### Дманисский (Башкечидский) говор

#### Фонетика
1) Вокализм дманисского говора в отличие от литературного азербайджанского языка характеризует вариант гласных: ā, ã, ặ, ō, õ, ē, ə̃, ī, ĭ, ū, ŭ.
2) В дманисском говоре встречаются непервичного происхождения долгие гласные ā и ē, например: ānrı (туда), qārı (женщина), çēyl (болото).
Вторичные долгие гласные получаются в результате потери согласных ع и h в заимствованных арабско-персидских словах, например: ālem (страна), şāid < şahid (свидетель), şə̃r < şəhər (город). Потери согласных ŋ, v, y, например: sōra < soŋra (потом), sā < saŋa (тебе), sōqat < sovqat (подношение), īrmi < iyirmi (двадцать). В результате контракции разных гласных по утрате согласного y, например: dēr < deyir (говорит), dēsən < deyəsən (кажется), oynōr < oynayır (играет). И в результате потери согласных y, k в случае Сандхи, также контракции гласных, например: āta! < ay ata (отец), bŭn < bu gün (сегодня), onõrə < ona görə (по тому), nōldu < nə oldu (что случилось).
3) Для данного говора характерны согласные среднего звучания (mediae) b, q, d.
- b. Встречается в начале слов, проникших из русского языка — başpurt, butılqa и в середине после глухих согласных, например: tapba (загадка), öpbəz (не поцелует)[168].
- q. Отмечается в середине слова в соседстве с глухими согласными, например: qarışqa (муравей), satqı (продажа) и при геминации. Из геминированных согласных глухо звучит первый, например: saqqal (борода), saqqız (жвачка), причём этот q часто оглушается, что вместо него слышится h, например: dohquz (девять), sahqoy (скупой)[168].
- d. В начале слова встречается лишь в заимствованных словах, например: doxtur, dırextur. В середине слова d превращается также в глухой media, когда оно представляет первую часть гемината или граничит с глухим согласным, например: xəddəməẋ (очинить карандаш), yeddi (семь), daşdan (из камня), südsüs (без молока); d отмечается и в конце слова, например: şəyird (ученик), çüyüd (укроп)[168].

4) Конечный спирант многосложных слов z, в противоположность газахскому диалекту, подвергается полному оглушению и переходит в s, например: yıldıs < ulduz (звезда), pulsus < pulsuz (без денег).
5) Такое же полное оглушение испытывает в конце слова звонкий смычный c, который дезаффрикатизируется и превращается в ş, например: çəkişnən (молотком) < çəkiç < çəkic (молоток), qılışdar (сабли) < qılıç < qılınc (сабля).
6) Велярный носовой аффрикат ŋ — звук характерный для дманисского говора. Он встречается как в основе, например, maŋşır (признак), daŋlamax (порицать), так и в аффиксах, например, в притяжательном аффиксе второго лица, в аффиксе родительного падежа. Редки случаи распадения ŋ, например: anğrı < aŋrı (туда), его упрощения yalŋız < yalqız (только) или потери с компенсацией soŋra < sōra (потом).
7) Дманисскому говорю свойственны дифтонги oy, öy, которые получаются чередованием звуковых комплексов (чередуются с звуковыми комплексами ov, öv, ev, əv, av, uv, üv, əf, av) и представляет собой дифтонги лишь в зависимости от результата чередования, например: toylamax < tovlamaq (обдуривать), bilöy < bilöv (точильный камень), nəyə < nəvə (внук), çöyrmək < çevirmək (повернуть), göyəli < gavalı (слива), soyamax < suvamaq (оштукатурить), göyənmək < güvənmək (доверять), köykür < kəfkir (шумовка), şöytəli < şaftalı (персик). Второй компонент звуковых комплексов i не является согласным, он представляет собой ослабленный гласный i.
8) В башкечидском говоре отмечаются два нисходящих ō и õ и один восходящий ua дифтонгоиды. Они получаются в результате потери согласных v или y, например tōz < tovuz (павлин), bõk < böyük (большой), çual < çuval (мешок), duan < divan (наказание).
9) В данном говоре встречается чередование как гласных, так и согласных. При чередовании гласных в основном сохранятся небно-губное притяжение, но имеют место случаи его нарушения. Встречается следующее чередование гласных: a>ı, a>e, a>ə, ə>i, a>o, a>o, a>ü, ı>a, ı>i, ı>u, e>ə, e>i, e>ö, ə>a, ə>e, ə>i, ə>ö, ə>o, ə>ü, i>ı, i>ə, i>ü, i>u, u>ı, u>i, u>o, u>ü, ü>i, ü>u, ü>ö, o>u, o>ö. Отсюда чередования a>u, ı>i, ı>u, e>i, e>ı, i>ə, u>ı, u>ü, ü>u не встречаются в газахском диалекте и поэтому, они являются особенностью дманисского (башкечидского) говора. Вместе с тем, в связи с чередованием ә>e в дманисском говоре оно встречается в первом слоге заимствованных слов, а в газахском диалекте в конечной позиции азербайджанских слов в случае прибавления аффикса, начинающегося на y, например: haraveyi < harava (телега), daneyi < dana (корова), что чуждо дманисскому говору. В начале слов чередуются b>p, b>v, d>t, t>d, d>c, q>k, k>q, q>x, k>ç, g>c. Чередования согласных чаще всего встречается в середине слов b>v, v>f, p>f, l>d/d̪, r>y, g>y, c>j, ç>ş, ş>ç, q>ğ, ğ>q, q>x, x>q, ğ>x, x>ğ, h>x, h>y, y>h, x>h. Из этих видов чередования в газахском диалекте не встречается r>y, x>q, y>h. В конце слов чередуются друг с другом b>v, b>f, p>f, q>ğ, q>x, h>x, k>ẋ, c>ç, c>j, z>s, s>z.
10) В дманисском говоре достаточно распространено возникновение звуков. Это фонетическое явление имеет место в начале, середине и конце слова. В то же время встречается развитие гласных и согласных. В начале заимствованных слов в результате стечения спирантов и смычных согласных возникают узкие гласные i и y, например: istolba, ispor, isqlad, işqola. Протетические гласные гласные появляются появляются также в начале заимствованных слов, начинающихся плавным согласным r, например: irəmçi < rəml (гадальщик на песке), irazı < razı (согласный), İrəvan < Rəvan, uruh < ruh (душа), uruşqa < ruçka (ручка). В середине как азербайджанских, так и заимствованных слов в соседстве с согласными l, r, возникают узкие гласные i, ı, u, ü, например: sıçıratmax < sıçratmaq (брызгать), turup < turp (редиска), yumurzux < yumruq (кулак), quruşqa < krujka (кружка), xıram < xrami (большая река), bilən < plan (план), əmir < əmr (приказ), möhül < möhlət (срок), zümürüt < zümrüt (жар птица). Также наблюдается возникновение согласных h, y, n, b, x, m. Из них в начале слова перед гласным появляется согласный h, например: horax (серп), həlvət (вероятно), havos (овёс), hal (русалка), haxçıx (девочка). В середине слова возникают y, n, b, x, например: məksiyət (цель), eytivar (доверие), balanca (маленький), beləncə (так), qapbaz (удар поверх головы ладонью), çombax (пастушья палка), buxçağ (угол), в конце слова n, x, baldon (пальто), dalınçax (позади).
11) В дманисском говоре наряду с частичной редукцией отмечается полная редукция как гласных, так и согласных. Часто встречается частичная редукция узких гласных ı, i, u, ü. Под динамическим ударением следующего слога эти узкие гласные ещё более суживаются çıxart (достань), çuxa (чуха), pütün (весь), ikisi (двое). Частично испытывают редукцию также согласные r и ẋ. Ввиду ослабления артикуляции звук r переходит в y, например: ayşın < arşın. Ещё чаще имеет место частичная редукция согласного ẋ. В результате ослабления выдыхаемого воздушного потока глухой спирант ẋ переходит в h, например: təhnə < təẋnə (корыто), iməhləmək < iməẋləmək (ползать), düdühçü < düdüẋçü (играющий на дудуке). Часто происходит полная редукция конечных узких гласных ı, i, u, ü, когда к ним прибавляется ударный аффикс, начинающийся согласным, например: yarsı (его половина) < yarı (половина), dərləri (их кожа) < dəri (кожа), yuxlu (сонный) < yuxu (сон), sürləriniz (ваше стадо) < sürü (стадо). Перед ударным слогом гласные ı, i, u, ü в основе слова выпадают между согласными br, pr, rl, например: braxmax < bıraxmax < buraxmaq (отпустить), papros < papiros (сигарета), qurluq < quruluq (сухость), durlanmax < durulanmaq (стать чистым), süprüntü < süpürüntü (мусор). В некоторых именах существительных, последний слог которых начинается на y, при наращении ударного аффикса, редуцируются последний узкий гласный, например: quyunun (колодца) < quyu, qoyndan (из овцы) < qoyun, qaynın (твой деверь) < qayın.
В основе глаголов, оканчивающихся на согласные l, r, при наращении аффиксов настоящего и будущего времени (—ar, —ər) гласные a, ə попадают между плавными и сонорными согласными и подвергаются полной редукции, например: billəm (буду знать) < bilərəm, durram (буду стоять) < duraram.
В наречиях aşağı (вниз), yuxarı (наверх), içəri (внутри), bəri (сюда) в случае присоединения ударного аффикса последний гласный выпадает, например: aşağa (вниз), uxarısı (его верхняя часть), içərdən (изнутри), bərdə (сюда).
В дательном, местном и исходном падежах полной редукции подвергаются конечные гласные наречий, например: orya (туда) < ora (там), burda (здесь) < bura (сюда), hardan (откуда) < hara (куда).
В некоторых трёхсложных словах, заимствованных из арабского, персидского и русского языков, редуцируются гласные i и ü второго слога, например: xəznə < xəzinə (клад), mürvət < mürüvvət (сострадание), maşna < maşina (катушка).
Из согласных чаще всего полностью редуцируются плавные согласные n и r. В середине слова n выпадает вследствие стечения согласных, например: kətçi < kəndçi (селянин), qılıç < qılınc (шашка), hası < hansı (который). Утрата согласного r вызывается ослаблением его артикуляции, r теряется в середине и конце слова, например: quşax < qurşaq (пояс), geydidilər < geyindirdilər (одели), gəti < gətir (принеси), otuma < oturma (не садись), götüməsin < götürməsin (пусть не уносит). Выпадает согласный r из аффикса сказуемости III лица обоих чисел: adamdı (он человек), uşaxdılar (они дети). Часто встречается также полная редукция согласных y и h. Они редуцируются в начале слова впереди узких гласных, например: umrux < yumuruq (кулак), ükləmək < yükləmək (нагрузить), ördü < hördü (построил), ürüməẋ < hürümək (лаять), ışqırmax < hıçqırmaq (икать), а также в середине слова, например: görüş < göyrüş (встреча), sökəndi < söykəndi (опёрся), oanmax < oyanmaq (проснуться). В середине заимствованных слов h теряется между гласными, например: saab < sahib (хозяин), məslətdəşməẋ < məsləhətləşmək (советоваться) и перед глухими s, ş, f, например: əsən < əhsən (поминки), dəşətli < dəhşətli (ужасный), əfəl < əhval (положение). Имеет место и полная редукция согласных n, l, c v, f, ğ, q, k, d, s, например: sōra < sonra (потом), irəm < rəml (песок для гадания), duan < divan (суд), bənöşə < bənəfşə (фиалка), yorunnux < yorğunluq (усталость), şümşə < şimşək (молния), günüz < gündüz (днём), bə < bəs (разве). Согласный t теряется в односложных словах после согласных x и s. например, nə vax < nə vaxt (когда), dəs < dəst (комплект), ras < rast (встреча), t редуцируется и при дезаффрикатизации звука ç. При упрощении глухого аффриката ç, выпадает его окклюзивный элемент: köşdar < köç (табор), seşdi < seçdi (выбрал). В результате той же дезаффрикатизации выпадает окклюзивный компонент звонкого аффриката c: bajı < bacı (сестра), aj < ac (голодный). Полную редукцию претерпевает и весь слог. Выпадают слоги: aq, ağ, ay, yu, yə, ik, ni, la, ir, ur, ür, например: ayqavı < ayaqqabı (обувь), murta < yumurta (яйцо), şikət < şikayət (жалоба), eşdə < eşik (наружу), şannısı < nişanlısı (его обрученная, ее обрученный), qurçunmax < qurcalanmaq (двигаться на месте), gəssə < gətirsə (если принесет).
12) Отмечается утрата звуков в результате регрессивной и прогрессивной диссимиляции. Прогрессивная диссимиляция происходит в третьем лице множественного числа настоящего времени отрицательной формы: tapmılar < tapmırlar (не находят), bilmillər < bilmirlər (не знают), так же в слове dərsiz < dərssiz < dərdsiz (беспечный). Выпадение звуков при прогрессивной диссимиляции происходит в третьем лице множественного числа настоящего – будущего времени у основ на r: gətirərsiniz (принесете), oturasınız < oturarsınız (сядете).
13) Ассимиляция в основном прогрессивная и контактная. Она распространяется как на гласные, так и на согласные, но по преимуществу полная и производится в зависимости от места образования звуков, например: onnar < onlar (они), dənniyir < dənləyir (клюет), adamnan < adamdan (от человека), beddam < bednam (бесчестный), silləm < silərəm (почищу), allam < alaram (возьму), qardaşşınız < qardaşsınız (вы братья), tapajşan < tapacaqsan (найдешь), üçümçü < üçünçün (третий), onuncu > onumcu (четвертый). Реже отмечается прогрессивная контактная ассимиляция в зависимости от звонкости или глухости звука и по способу образования: çörəkdə < çörəd̪kə (в хлебе), tuşdü < düşdü (упал), inilləməẋ < inildəmək (стонать), allatmax < aldatmaq (обманывать), addar < adlar (имена), battax < batlaq (болото), qoppadı < qopmadı (не оторвался, не оборвался). Достаточно распространена и регрессивная контактная ассимиляция, которая происходит по месту образования звуков (dimməs < dinməz (безмолвно), covan < cavan (молодой), şümşək < şimşək (молния)) по способу образования звуков (gessin < getsin (пусть пойдет), acca < azca (мало)) и по звонкости — глухости звуков (patşax < padşah (государь), şüpələnməx < şübhələnmək (подозревать), çıcart < çıxart (вынь, достань), tüsdü < tüstü (дым)). Заслуживает внимания случай регрессивной контактной ассимиляции, когда среднеязычный звонкий спирант «y» по узости уподобляет стоящий перед ним широкий гласный: dıylağ < daylaq (жеребенок), torvuya < torva (мешку), ağlıyır < aqlayır (плачет).
Гармония гласных, которая является одним из видов прогрессивной дистантивной ассимиляцин, проводится как в заимствованных, так и в азербайджанских словах: armıd < armud (груша), arzı < arzu (желание), darılqa < tarelka (тарелка), mastır < master (мастер), aşağa (низ), törəmək < törüməx (возникать). Примеров прогрессивной дистантивной ассимиляции согласных можно привести всего несколько: balkon < balqon, çaçqa < çaşka, çoçqa < çoşqa (поросенок). Если при прогрессивной дистантивной ассимиляции преобладает ассимиляция гласных, то прегрессивной значительно больше случаев ассимиляция согласных: muna < buna (ему), manlamax < banlamaq (кричать, петь (о петухе), baqmancı < bağban (садовник), xodux < qoduq (осленок), xolxoz < kolxoz (колхоз), naxax < nahang (напрасно).
14) Диссимиляции преимущественно подвергаются гласные. Она главным образом бывает прогрессивная и дистантивная: fərqon < furqon (фургон), pütin < bütün (целый), gördi < gördü (видел), uçix < uçuq (разрушенный), qoyn < qoyun (баран). При диссимиляции гармония гласных часто нарушается. Ещё чаще имеет место нарушение губного притяжения. В ряде слов произошла диссимиляция гласных, но при этом их гармония не нарушена, например: kəfin < kəfən (саван), qoqu < qoqo (девочка-грузинка). При диссимиляции согласных встречается только расподобление согласных r и m: qurtaldı < qurtardı (кончилось), Erzulum < Erzurum (город Эрзерум), amba < amma (но, однако).
15) Наблюдаются также случаи картикуляционной палатализации звуков. И без того палатальные согласные k, g, t в некоторых словах в окружении гласных переднего ряда еще более палатализуются. Перед мягкими согласными g переходит в c (cüman < güman (подозрение) cör < gör (могила)), а между двумя гласными переднего ряда или между мягким согласным l и гласными переднего ряда, ввиду более сильной палатализации, переходит в y: şəyird < şəgird (ученик), dülyər < dülgər (плотник), məyər < məgər (разве). В силу палатализации k и t превращаются в ç: çənər < kənar (берег), çağız < kağız (бумага), çiş < tiş < diş (зуб), çüş < tüş < düş (слезай!). Среди гласных отмечается палатализация велярных а и о, что имеет место в соседстве с мягкими согласными: əyağ < ayaq (нога), çətdi < çatdı (достиг), şikər < şikar (охота), kösə < kosa (безбородый и безусый), yöllüyür < yollayır (посылает, отправляет).
16) Субституция звуков замечается лишь в согласных и чаще всего в заимствованных словах, где:
n>l (nizam > lizam (порядок)),
l>n (ləçək > nəçək (женский головной платок)),
m>n (meyvə > neyvə (фрукты)),
m>v (məlhem, лит. mərhəm > vəlhəm (лечебная мазь)),
l>r (nosilki > nosırqa (носилки)),
r>m (prokuror > proqurom (прокурор)),
v>b (vedro > bedrə (ведро)),
t>q (stol > isqol (стол)),
z>t (heçzad > heştat (ничего)),
s>ş (hərkəs > hərkəş (все)).
В азербайджанских словах наблюдаются следующие случаи субституции:
v>m (vaşaq > maşaq (рысь)),
n>m (ağcaqayın > ağcaqayım (береза)),
m>n (cırmaq > çırnax (коготь)),
k>m (çiyələk > çiyələm (клубника)),
n>y (könül > köyül (сердце)),
l>r (çılpaq > çırpax (голый)).
17) Метатеза носит скорее регрессивный и контактный характер: oxartan < o qədər (столько), bəzriyən < bezirqan (купец), löyvə < lobya (лобио), məlməkət < məmləkət (страна), asqırmaq < axsırmax (чихать), təbdir < tədbir (мероприятие). Встречаются случаи и прогрессивной контактной метатезы: səhrad < sərhədd (предел), qırşa < krışa (крыша), qəvl < qəlb (сердце). Метатезе подвергаются главным образом сонорные: y, r, m, l. Наблюдается также метатеза согласных b, q , t, x. Достаточно распространена и дистантивная метатеза. Она проста, регрессивна и взаимна, например: xuncur < xurcun, ağsax < axsağ (хромой), numut < minuta, faşqa < şafqa; isqatan < stakan.
18) При Сандхи часто отмечается выпадение звуков, например: əmoğlu < əmi oğlu (двоюродный брат), başşağa < aşağa (вниз), ana < ay ana (мама), oyana < o yana (туда). Имеют место также дезаффрикатизация: heşkəs < heç kəs (никто) и ассимиляция: nooldu < nə oldu (что случилось), beştənə < beş dənə (пять штук).

#### Грамматика
1) Аффиксами сказуемости третьего лица единственного числа являются —dı, —di, —du, а множественного числа —dılar, —dilər, —dular, —dulər, например: oğlandı (он мальчик), mənimdi (это мой), uzundu (длинен), şöyxdü (это свет), adamdılar (они люди).
2) Объект принадлежности часто не снабжается аффиксом принадлежности и принадлежность выражается соответствующим местоимением, например, mənim īnə (моя иголка), bizim öy (наш дом). Принадлежность еще может быть выражена только аффиксами или посредством притяжательного местоимения и аффикса вместе.
3) Слова su (вода), nə (что) в I и II лице множественного числа получают аффикс принадлежности гласной основы: usumuz (наша вода), usunuz (ваша вода), nəmiz (что ваше), nəniz (что ваше).
4) В винительном падеже аффиксальные и корневые гласные разделяются посредством y, который наблюдается и в родительном падеже. Если основа состоит не из глубинных гласных и в дательном и винительном падежах оканчивается на а или ə то, как правило, перед y конечный а>v, ə>i, в родительном же падеже a и ə перед y переходят в e, иногда в ı и i. Если же в слове есть губные гласные, то конечные а и ə в дательном, винительном, а иногда и в родительном падеже заменяются соответствующими губными, например: molla, molluyun/mollanın, mollya, molluyu, küpə (кувшина), küpüyün/küpənin, küpüyə, küpüyü.
5) Чередующийся с b конечный f многосложных слов в родительном, дательном и винительном падежах переходит в v coraf (носок), coravın, corava, coravı.
6) Конечный x (< q) масдара в дательном падеже между двумя гласными совсем не слышен: sulamaa< sulamax (поливать), otarmaa < otarmax (пасти).
7) Конечный х многосложных слов в родительном, дательном и винительном падежах x > v, f, a, ẋ > y: moruğun, moruğa, moruğu < morux (ежевика); kəpənəyin, kəpənəyə, kəpənəyi < kəpənəx (бабочка).
8) В дательном, местном и исходном падежах единственного числа двусложных слов выпадает гласная второго слога, начинающегося на y: quya, quyda, quydan < quyu (яма) ; qoyna, qoynda, qoynnan < qoyun (овца).
9) Уменьшительный аффикс —raq, —rək имеет форму —rax, —rəẋ, например: ajırax (горьковатый), közəlrəẋ (красивенький). Аффикс такой же функции —soy (<sov) получает вариант söy, dəlisöy (дураковатый).
10) Уподобительная степень образуется также посредством слова təhər > tə̃r которое, превращаясь в аффикс сливается с основой и даёт вариант tār, например, şirintər (как сладкий), sarıtar (как желтый).
11) Слово düm, образующее форму интенсива, подчиняется гармонии гласных и дает вариант dum: dümdüz (совершенно прямой), dumqara (совершенно черный).
12) Личные местоимения mən (я), sən (ты) в дательном падеже имеют форму mā, sā. Указательные местоимения bunlar (эти), onlar (те) между основой и аффиксом ни в одном падеже не включают согласного n, например: buların, bulara; oları, olarda, olardan. Согласный b указательного местоимения bu в косвенном падежах переходит в m: munun, muna, munu.
13) Наблюдается аффикс —mamazdıx, —məməzdiẋ, который прибавляется к основе глаголов и образует имена с отрицательным оттенком: almamazdıx (не покупка), bilməməzdiẋ (притворное незнание).
14) Аффиксы —la, —lan, —laş образуют не имеющиеся в литературном языке глаголы, например: qonaxlamax (угостить), hamamlamax (купаться в бане), çörəkləməẋ (накормить), yığannamax (сгребание греблом зерна и половы), naharramax (обедать); —lan: çullanmax (привалиться); daş (<laş): inaddaşmax (упрямиться).
15) В персидском аффиксе —dar появляется —dər, образующий новое слово: biləndər (знающий много).
16) В некоторых словах сохранились архаические аффиксы каузатива —iz, —kəz (<kiz) например, edizdirdi (дал поесть), körkəzdi (показал). Эти аффиксы каузатива, характеризующие каракалпакский, ногайский, кумыкский и другие тюркские языки, в литературном азербайджанском и его диалектах считаются пережитком.
17) В формах gətizdirməẋ (заставить привезти), götüzdürməẋ (заставить брать), otuzdurmax (заставить сесть). Аффиксом каузатива является —dır, —dir, —dur, —dür, a z заменяет конечный r основы.
18) Во II лице единственного числа повелительного наклонения спорадически встречаются фонетические разновидности архаического аффикса —gil: —ginən, —yinən, причем полученные таким образом формы выражают слабый приказ, просьбу: getginən (иди-ка), deyinən (скажи-ка).
19) Представляет интерес первое лицо единственного числа желательного наклонения, где сохранился архаический аффикс —ay, —ey, например, alayim (купить бы мне), kedeyim (найти бы мне). В первом лице единственного числа желательного наклонения параллельно встречаются и аффиксы e, o, ö (alem, tutom, külöm), которым в литературном языке соответствуют аффиксы —i, —ı, —u, —ü. Образованное этими аффиксами первое лицо единственного числа неправильно считать за повелительное наклонение, —i, —ı, —u, —ü представляют собой фонетические разновидности аффиксов —ay, —ey, полученные путем их упрощения.
20) Прошедшее время условного наклонения образуется посредством аффиксов, —se, —so, —sö, например: danışseydim (если бы я говорил), otursoydun (если бы ты сидел), kötürsöydü (если бы он забрал).
21) Аффиксами настоящего времени являются —er, —оr, —ör: danışeram (я говорю), bilersən (ты знаешь) oturor (он сидит), kötürörüx (мы берем).
22) Форма невозможности глагола образуется и аффиксами —ama, —amə, например: danışameram (не могу говорить), götürəmeram (не могу брать). Наряду с этим встречается форма, полученная с помощью глагола bilməẋ.
23) Настоящее и будущее время имеют особенность в отрицательной форме, где во втором лице обоих чисел взамен аффиксов литературного языка —maz, —məz есть аффиксы —mar, —mər и —mas, —məs, например, danışmassan/danışmarsan, danışmassınız/danışmarsınız.
24) В результате фонетической трансформации аффикс будущего времени представлен формой —ajax, —əjəẋ. В первом и втором лице единственного числа положительной формы и во втором лице множественного числа этот аффикс имеет стяженную форму, например: alajam (я куплю), kələjşən (ты придешь), biləjşiniz (вы узнаете).
25) Первое лицо обоих чисел прошедшего-субъективного времени образуется посредством —mış в четырех вариантах. В остальных же лицах встречаются аффиксы —ıf, —if, —uf, —üf.
26) В отличие от азербайджанского литературного языка в дманисском говоре наблюдается деепричастие —qacın, —kacın, —gəcin и cağın, —cəkin/cəyin, —çəyin. Деепричастие —qacın является синонимом —ınca, например: içkəcin (как только выпил), görgəcin (как только увидел). Оно в других вариантах встречается в узбекском, ойротском и шорском языках. Деепричастие —cağın употребляется параллельно с деепричастием —dıqca, например, biz çağırcağın (когда мы позвали), ölcəkin (когда умер). Это деепричастие получено от слова çağ (время), пора и частицы —ın.
27) В дманисском говоре отмечаются фонетические разновидности деепричастия литературного языка —dığca, —dıxçan, —dihçən, —duhçan, —dühçən.
28) В отличие от литературного языка встречаются аффиксы —çax/çəẋ, —cılıxnan, —ıynan, которые соединяются к основе имени и образуют наречия образа действия: doğrucaq (правильно), gözəlcə (красиво) bizçəẋ (по-нашему). А аффикс —ları, —nəri прибавляется к наречиям времени, усиливая их значение: savaxları (завтра), dünənnəri (вчера). Это аффикс принадлежности третьего лица множественного числа.
29) Наблюдаются и простые наречия: xuv (хорошо), tādım (пока), peykan (зигзагообразно), aŋrı/anğrı (прочь).
30) Наблюдается также фонетическая трансформация наречий употребляемых в литературном языке: düzən (правильно), gənə/ginə (ещё), çəpih (быстро), bir hoyru (в одно время), sora (потом), başşağa (вниз), tiuxarı (наверх), xeylax (достаточно, значительно).
31) Послелог литературного языка —dək (до) в нашем говоре имеет форму —tәẋ и даёт вариант —tах. Встречается и послелог —nan, —nən, который является разновидностью послелога —ilə.
32) Союз ki (что), сохранился в газахском диалекте, в частности дманисском говоре в архаической форме kin и имеет вариант kün. Союз amma (но) представлен в формах amba, hamma, а союз əgər (если), — в форме əyər.

#### Синтаксис
Имеются следующие синтаксические особенности:
1) Нормальный строй слов в предложении в дманисском говоре обычно нарушается: сказуемое встречается главным образом в середине и начале предложения. В конце его стоят такие члены предложения, как подлежащее, дополнение и обстоятельства.
2) Часто инверсирована и структура сложно-подчинённых предложений. Здесь, на первом месте чаще всего бывает главное предложение, например: «Deymədi o kişi ona dediyi sözdəri» («Не сказал тот мужчина слов, которые он сказал ему»); Arvadına söylədi başına gəldiyini («Своей жене рассказал, что с ним случилось»).
3) Наблюдается разъединение определения и определяемого между которыми вставляются как главные, так и второстепенные члены предложения: «Onun getdilər ikisi də öynə» («Оба пошли в его дом»); «Həsənin, kiçiẋ qıza gözü tüşdü» («Глаза Хасана задержались на младшей дочери»).
4) В редких случаях, при разъединении определения и определяемого нарушается и их порядок: «Həmən biləziẋ qolundadı qızının» («Именно тот браслет на руке девочки»).
5) Когда в предложении имеется подлежащее, сказуемое не согласуется с ним в числе: «Qardaşları gəldi, gördi» («Его братья пришли, увидели»); «Atd̪ılar covap verēr» («Всадники отвечают»).
6) Когда подлежащее стоит в единственном числе и оно определяется именем числительным, сказуемое при нем, в противоположность литературному языку, всегда бывает во множественном числе, например: «Üç adam orda durōllar» («Три человека там стоят»); «Dörd atdı gəldilər» («Четыре всадника приехали»).
7) Определяемое, которое определяется числительным, иногда бывает во множественном числе. Если при этом определяемое является подлежащим, то сказуемое, в противоположность литературному языку, согласуется с ним в числе: «Üç qızdar gəldilər» («Пришли три девочки»); «İki ebeçilər dedilər» («Две бабки сказали»).
8) В предложении с однородными сказуемыми падеж дополнения согласуется не с ближайшим, а с последним сказуемым: «Qızı bir dəmir öy tihdi, qoydu», должно быть «Qıza bir dəmir öy tihdi, qoydu» («Поставил девочке дом из железа и оставил»).
9) В аффиксах порядковых числительных в отличие от литературного языка преобладает m: altımcı (шестой), ikimci (второй), onumcu (десятый), üçümcü (третий).
10) Прямое дополнение часто не оформляется в винительном падеже: «Niyə qoymursan qız suyu doldurmā?», должно быть qızı («Почему не даёшь девочке набрать воды?»).
11) В предложениях типа «Oğlan gətirdiyi Narqız budu» — первый член изафета часто стоит в именительном падеже.
12) Дополнение при глаголе başlamax взамен дательного падежа бывает в именительном падеже: «Onnar yaxşı dolanmağa başdadılar» («Они начали хорошо жить»).
13) Глагол qulax asmax требует дополнения в винительном падеже, например, «Munun sözdərini oğlan qulax asērdi» («Юноша слушал его слова»).
14) Обстоятельство времени образуется и посредством неизвестного литературному языку деепричастия. Такими деепричастиями являются синонимы литературного: —incə, —gəcin, —qacın, например, «İçkəcin qurtuldum» («Как только выпил, поправился») и синоним —dıqca, деепричастия —çağın, —cəgin, например, «Biz çağırcağın balanca oğlan çıxdı» («Когда мы позвали, вышел маленький мальчик»).

#### Лексика
В речи дманисских азербайджанцев прочно утвердилось значительное количество заимствованных слов, чуждые азербайджанскому литературному языку или имеющие иное, отличное от него значение.
1) Среди заимствованных слов сравнительно удельный вес имеют персидские слова. Здесь много слов как с одинаковым значением в персидском языке и в башкечидском говоре например: zərdə (морковь), badiyan (мята), mərizə (чабер), fəfə (глупец), tepşi (тарелка), так и различного значение, например: cüzər (перс. گذر‎ — часть улицы) — так называют дорогу, bələn (перс. بلند‎ — высокий) — возвышенное место, xoşu (перс. خوش‎ — весёлый, приятный, милый) — распутная женщина. Отдельные персидские слова потерпели сужение своего значения, например: paça (перс. پارچه‎ — ножка) — голень, bəndəm (перс. بند‎— узы, связь) — свясло, barxana (перс. بارخانه‎— партия товара) — домашние вещи. Наблюдается и расширение значения некоторых персидских слов, например cıloy/culoy (перс. جلو‎ — перед, передняя часть, вожжи, повод) — перед, передняя часть, вожжи, повод, две передние пары запряженных быков (волов), жизнь, kəthuda (перс. کتخدا‎ — хозяин дома, староста) — хозяин дома, староста, знающий, опытный человек.
2) В дманисском говоре встречаются также арабские слова, например, löyn (араб. لون‎) — цвет, qazıya (араб. قضائیه‎) — случай, приключение, bəzir (араб. بزرة‎) — льняное масло, loxma (араб. لقمه‎) — кусок, глоток. Есть случаи и опосредствованного заимствования, например: məhəli (араб. محلی‎ — место — в этом значении оно имеется в литературном языке) — время, момент, ayar (араб. عیار‎ — бездельник, хитрый) — непоседливый, хитрый, irahqi (араб. عرق‎ — пот) — личное мыло, vələdiznə (ублюдок).
3) В данный говор перешли и некоторые русские слова. Как и слова из других языков, они подчиняются фонетическим особенностям чашка > çaçka, кружка > quruşqa, лоханка > naxanka, ушат > uşat, мешок > möşöy, труба > duruba, рейка > reyqa, ток > dox, овёс > havos, петрушка > pedruşqa, заместитель > zamistatel, наряд > nəriyət, налог > nalox, молотилка > malatılqa, носилки > nasırqa, приемник > piromnix, приказ > piriqaz, спор > ispor.
4) Через русский язык в дманисский говор перешли и интернациональные слова, например: şafqa (шапка), qosdum (костюм), balqom (балкон), piton (бетон), fırqon (фургон), qıravat (кровать), işqola (школа), paletqa (политика), qranafon (граммафон), telfon (телефон), teleqraf (телеграф), qıram (грамм), maşın (машина), məşinə (катушка), qaraduz (термометр, градус), proqurom (прокурор), tıraxtor (трактор), simint (цемент), mamador (помидор), qampet (конфета), salpet (салфетка), darılqa (тарелка), quxnu (кухня), paparus (сигарета), bırqadır (бригадир), mastır (мастер), qombayın (комбайн), tunel (тунель), banqa (банка), qanselar (канцелярия).
5) В нём также имеются грузинские слова, например: xımı (груз. ღიმი) — коровник, вид травы, cancur (груз. ჰანჰური) — слива венгерка, kərdigər/gərdiyər (груз. ჰერდიკა) — смесь пшеничной и ячменной муки, şeşamadi (груз. შეჰამანდი) — своеобразно приготовленное лобио, bulul (груз. გულყლი) — сноп заскирдованных колосьев, qoqu (груз. გოგო) — девочка-грузинка, berzən (груз. ბერძენი) — грек , hal (груз. ალი) — русалка, xıram (груз. ხრამი) — большая река, kox (груз. ქოხი) — изба, крытая хворостом и соломой, köd (груз. კოდი) — мера сыпучих тел, məj (груз. მაჰი) — конец плуга, за которым держатся, это грузинское слово перешло в дманисский говор через армянский язык, оно встречается и в грабаре, грузины из Дманиси же не знают этого слова.
6) Встречается несколько армянсих слов: haxçıx (арм. աղջիկ) — так называют армянских девочек, dığa (арм. տղա) — мальчик-армянин, христианин, asma (арм. ասոլմէ) — употребляется при передаче косвенной речи.
7) В дманисском говоре встречается множество слов, которых нет в литературном азербайджанском, но которые в том же или в несколько ином значении употребляются в тюркских языках, а также в диалектах азербайджанского языка, например: aba (отец) в том же значении оно в газахском и губинском диалектах, а также в туркменском, шорском и других языках, qağa (отец, старший брат) так же в газахском диалекте и в туркменском языке, elti (жена деверя), также в турецком языке, göy (зять) для родителей же, означает зятя и в газахском диалекте и турецком языке. Süysün (шея) встречается также в конинском, нигдейском, чорумском и других диалектах турецкого языка и обозначает затылок. Postal (обувь, отсюда postalcı — сапожник), в газахском диалекте postal обозначает чусты, в османском языке оно обозначает обувь. Yarpız (мята), это слово в чагатайском языке также обозначает мяту, в османском же майорана, а в туркменском есть фонетическая разновидность этого слова narpız. Tərəy (полка), такое же значение имеет оно в диалектах турецкого языка. Qol (владение) в сагайском и шорском — долина, в уйгурском и киргизском же обозначает войско. Sovqat/sōqat (подарок, подношение), употребляется в том же значении в газахском диалекте и туркменском языке. Pasaxlı (грязный), встречается в турецком языке, qolay (легкий) также в турецком, qartmax (чесать) имеет форму qartimax и в чагатайском языке означает «царапать», döşürmək (подобрать снизу) то же значение имеет в газахском диалекте, в турецком это же это слово означает складывать, собирать, снимать (фрукты). Xşımalamax (брать горстью), оно получено от слова qısım, который в туркменском и турецком означает «горсть», «пригоршня».
8) К местной лексике относятся слова: hiyan (товарищ в деле и в пути), cıvırıx (катушка ниток), cınqır (ведро), kufaz (маринад), ağıd (бузина), moş (малина), çamax (мох), mancalax (вид травы), masla (початок кукурузы), yaxantı (помои), bılıx (телёнок, пока он не покрылся шерстью), işşəẋ (трехлетний буйволёнок), zırı (ослёнок-самец старше 2 лет), urkə (баран трёх лет), qurun (паутина), kuşqul (прицел), kuşqullamax (прицелиться), tar (куча снега, жердь для птицы, тёмный), pıfa (опилки), çalı (сторожка, покрытая травой и ветвями), alacanpoy (метель), damroy (язва), tımrıx (чванливый), göəzə (жадный), sahqoy (скряга), fırıx (дурной), şalaş (шаловливый), şıvırıx (высокий худой человек), herpet (крупный, толстый человек), maytax (хромой на одну ногу), maytaxlamaq (хромать на одну ногу), geniməẋ (пропасть, удалиться), oxalamax (сломать, разбить), tarpaşdamax (стукнуть по голове, поколотить), xısınnaşmax (шептать), hoy etmək (коллективная помощь в труде).
9) В башкечидском говоре встречаются слова, имеющие в литературном языке иное значение, например: mama (тётя по отцу), в литературном — бабка (повивальная), büvü (тётка — жена дяди), в литературном тётя по отцу, ulax (бык), в литературном — осёл; morux (ежевика), в литературном — малина, sonsuz (не имеющий сына), в литературном — бездетный, şil (безногий), в литературном — безрукий, əyləşməẋ (остановиться), в литературном — садиться.
10) В дманисском говоре отмечаются композиты, чуждые азербайджанскому литературному языку, компоненты которых встречаются и в литературном языке, например, qırmızı badımcan (помидор), qara badımcan (баклажан), çoban yaladan (перепёлка), məzərsığannıx (кладбище).
11) Часто попадаются в композиты, один из компонентов которых чужд литературному, например: şirnoy (вытекающая сверху вода), tipiboran (дождь с сильным ветром), pışqı qoğu (опилки), saçıpuçux (проститутка).
12) В отличие от литературного языка в дманисском говоре ряд слов имеет и другое дополнительное значение. Это явление увеличивает количество омонимов, например: böyrək (почка, толстый человек), bölmə (деление, раздел, отдел, перегородка, блюдце), nəziẋ (тонкий, сладкий сдобный хлеб), yuxa (лаваш, тонкий), qart (старый, немолодой, несвежий, толстое дерево), cırıx (порванный, прореха, разрушенный), budamax (обрезать ветки, подчищать дерево, бить), daramax (чесать, расчёсывать, помыть голову), dirənməẋ (упираться, настаивать, упрямиться, постоять, подождать).
13) Существование в данном говоре чуждых литературному языку слов, заимствованных слов и местной лексики увеличивает и количество синонимов, например: отец — aba, ata, ağa, baba, qağa, lələ; лаваш — yuxa, lavaş; мята — badiyan, yarpız; чабёр — kəkik otu/kəkötü, mərizə; катушка ниток — maşına, çıvırıx, tağalax; тарелка — boşqaf, darılqa, nimçə, tefşi; гвоздь — mıx, mismar, körə; лачужка — daxma, qoma, qoxu.

## Примеры
| Сказка на газахском диалекте | На литературном языке | Аудиоверсия |
| --- | --- | ----------- |
| «Biri varıymış biri yoxuymuş, bir paçcah varıymış. Bu paçcahın da bir oğlu varıymış. Bu oğlanın anadan olannan çişdəri dəmiriymiş. Bu, öylərində heş şey qoymōr. Hamısını yērmiş. Bir gün atası görör kün, munun oğlu öydə heçcənə qoymadı. Onu qoğor meşiyə. Oğlan geder, meşədə məskən saler. Meşədə oy oylor və bir tə̃r dolaner. Bir gün munun atası munu axtarmax üçün meşiyə geder və tüstü gələn öyü açıf içəri girer. Görör kün, oğlu yatıf. Oğlunu durğozor və görüşöllər. Sōra oğlan atasınnan soruşor kün: «Ata, atın toyladadımı?». Atası dēr: «hə». Oğlan gedif atasının minif gəldiyi atın bir ayağını yēr. Gəlif atasına dēr kin: «Ata, atın üç ayaxlıdımı?». Atası dēr: «hə». Oğlan geder bir ayağını da yēr. Oğlan dēr: «Ata, atın iki ayaxlıdımı?». Atası dēr: «hə». Belə-belə atın dörd ayağını da yēr, sōra atın yerini və özünü də yēr. Oğlan dēr: «Ata, elə beləmi gəlifsən?». Dēr «hə», hal-gəzər kin oğlan atasını yeməy istēr. Atası dēr kin: «Oğul, məni yerdə yimə. Mən çıxem bajadan ayağımı sallēm, sən də xalvırı götü, maŋa bir az çaydan su gəti». Oğlan geder, xalvırı çaydan doldurmağa. Kişi çəhməsini soynor içini külnən dolduror və bajadan aser. Oğlan xalvırı suya nə qədər salersa, xalvır dolmōr. Ajığı tutor kin, gedif bu sāt onu yiyəjəm. Gəlif öyə girəndə görör kün, bajadan ayax sallanıf. Tutuf çəkəndə kül gözünə tökülör. Burdan da ajıxlanıf atasının dalınca yola çüşör. Az geder, uz geder dərə-təpə düz geder. Atasına çater. Atası görör kün, oğlu munu tutuf yiəjəẋ. Tez bir hündür ağaja dırmaner. Oğlan dēr kin «Ordan çüşməsən, bu sāt çişimnən ağajı kəsəjəm. Ordan yerə çüşüf öləjəhsən. Kişinin, öydə iki şir balası varıydı. O düdüyü əlinə aler çalanda şir balaları ağacın divində hazır olollar. Atası şirrərə fit verəndə şirrər oğlanı parça-parça elellər. Kişi yerə çüşüf oğluna hayıfsılaner. Görör kün, bir yarpağın üstündə bircə dəmci qan qalıf. O bu yarpağı alıf civinə qoyor. Şir balalarını da götürör, yola çüşör». | «Biri var imiş, biri yox imiş, bir padşah var imiş. Bu padşahın da bir oğlu var imiş. Bu oğlanın anadan olandan dişləri dəmir imiş. Bu evlərində heç şey qoymur. Hamısını yeyirmiş. Bir gün atası görür ki, bunun oğlu evdə heç nə qoymadı. Onu qovur meşəyə. Oğlan gedir, meşədə məskən salır. Meşədə ov ovlayır və bir təhər dolanır. Bir gün bunun atası bunu axtarmaq üçün meşəyə gedir və tüstü gələn evi açıb içəri girir. Görür ki, oğlu yatıb. Oğlunu durğuzur və görüşürlər. Sonra atasından soruşur ki: «Ata, atın tövlədədirmi?». Atası deyir: «hə». Oğlan gedib atasının minib gəldiyi atın bir ayağını yeyir. Gəlib atasına deyir ki: «Ata, atın üç ayaqlıdırmı?». Atası deyir: «hə». Oğlan gedir bir ayağını da yeyir. Oğlan deyir: «Ata, atın iki ayaqlıdırmı?». Atası deyir: «hə». Belə-belə atın dörd ayağını da yeyir, sonra atın yerini və özünü də yeyir. Oğlan deyir: «Ata, elə beləmi gəlibsən?«. Deyir: «hə». Hal-qərəz ki, oğlan atasını yemək istəyir. Atası deyir ki: «Oğul, məni yerdə yemə. Mən çıxım bacadan ayağımı sallayım, sən də get xəlbiri götür, mənə bir az çaydan su gətir». Oğlan gedir, xəlbiri çaydan doldurmağa. Kişi çəkməsini soyunur, içini küllə doldurur və bacadan asır. Oğlan xəlbiri suya nə qədər salırsa, xəlbir dolmur. Acığı tutur ki, gedib bu saat onu yeyəcəm. Gəlib evə girəndə görür ki, bacadan ayaq sallanıb. Tutub çəkəndə kül gözünə tökülür. Burdan da acıqlanıb atasının dalınca yola düşür. Az gedir, uzun gedir, dərə-təpə düz gedir. Atasına çatır. Atası görür ki, oğlu bunu tutub yeyəcək. Tez bir hündür ağaca dırmanır. Oğlan deyir ki: «Oradan düşməsən, bu saat dişimlə ağacı kəsəcəm. Oradan yerə düşüb öləcəksən». Kişinin evdə iki şir balası var idi. O, düdüyü əlinə alır, çalanda şir balaları ağacın dibində hazır olurlar. Atası şirlərə fit verəndə şirlər oğlanı parça-parça edirlər. Kişi yerə düşüb oğluna heyifsilənir. Görür ki, bir yarpağın üstündə bircə damcı qan qalıb. O, bu yarpağı alıb cibinə qoyur. Şir balalarını da götürür yola düşür». |             |

## Известные носители
- Молла Панах Вагиф (1717—1797) — поэт и государственный деятель (визирь) Карабахского ханства XVIII века.
- Абдуррахман Дильбазоглу (род. XVIII веке) — поэт конца XVIII — начала XIX веков.
- Мустафа-ага Ариф (1774—1845) — поэт, султан Казахского султаната.
- Кязым-ага Салик (1781—1842) — поэт XIX века.
- Мирза Мухаммед Фядаи (род. XVIII веке) — поэт начала XIX века.
- Искандер-ага Гаиббеков (1820—1873) — поэт и педагог XIX века.
- Хаджи Рахим-ага Дильбазов (1822—1874) — поэт XIX века.
- Мансур-ага Векилов (род. XIX веке) — российский военный деятель, капитан, участник Крымской войны.
- Хаджи Махмуд Эфенди Гарани (1835—1896) — религиозный деятель, суфий и поэт.

### Книги
- Азәр Һүсейнов. Азәрбайҹан диалектолоҝиясы (азерб.). — Бакы: В. И. Ленин адына АПИ-нин нәшрийяты, 1958. — С. 128.
- Мамедага Ширалиев. Диалекты и говоры азербайджанского языка. — Баку: Элм, 1983. — С. 197.

### Статьи
- B. И. Асланов. Иноязычные элементы в казахском диалекте азербайджанского языка (рус.) // Вопросы диалектологии тюркских языков. — Баку, 1966. — Т. IV. — С. 130—134.
- М. И. Исламов. Об изучении азербайджанских диалектов и говоров методом лингвистической географии (рус.) // Советская тюркология. — Баку, 1979. — № 3. — С. 64—70.
- М. Моллова. Опыт фонетической (консонантической) классификации тюркских языков и диалектов огузской группы (рус.) // Вопросы языкознания. — 1968. — № 3. — С. 82—93.
- М. Ш. Рагимов. «Дивану лугат-ит-тюрк» Махмуда Кашгари и древнетюркские элементы в диалектах и говорах азербайджанского языка (рус.) // Советская тюркология. — Баку, 1972. — № 1. — С. 75—82.
- М. Ш. Ширалиев. О диалектной основе азербайджанского национального литературного языка (рус.) // Вопросы диалектологии тюркских языков. — Баку, 1958. — Т. I. — С. 11—21.
- М. Ш. Ширалиев. О проблеме языка и диалекта (рус.) // Вопросы диалектологии тюркских языков,. — Баку, 1963. — Т. III. — С. 34—40.
- Р. А. Рустамов. О состоянии изучения диалектов азербайджанского языка (рус.) // Вопросы диалектологии тюркских языков. — Баку, 1958. — Т. I. — С. 66—77.
- Р. А. Рустамов. Роль диалектных данных азербайджанского языка (рус.) // Вопросы диалектологии тюркских языков. — Баку, 1963. — Т. III. — С. 8—15.
- С. Б. Садыхов. Выступление по докладу (рус.) // Вопросы диалектологии тюркских языков. — Баку, 1963. — Т. III. — С. 268—271.

### Авторефераты
- Али Джафарли. Казахский диалект азербайджанского языка. — Баку: Азербайджанский государственный университет имени С. М. Кирова, 1962. — С. 26.
- Венера Джангидзе. Особенности дманисского говора азербайджанского языка. — Баку: Академия наук Грузинской ССР, 1955. — С. 24.